# Schamanentrommel

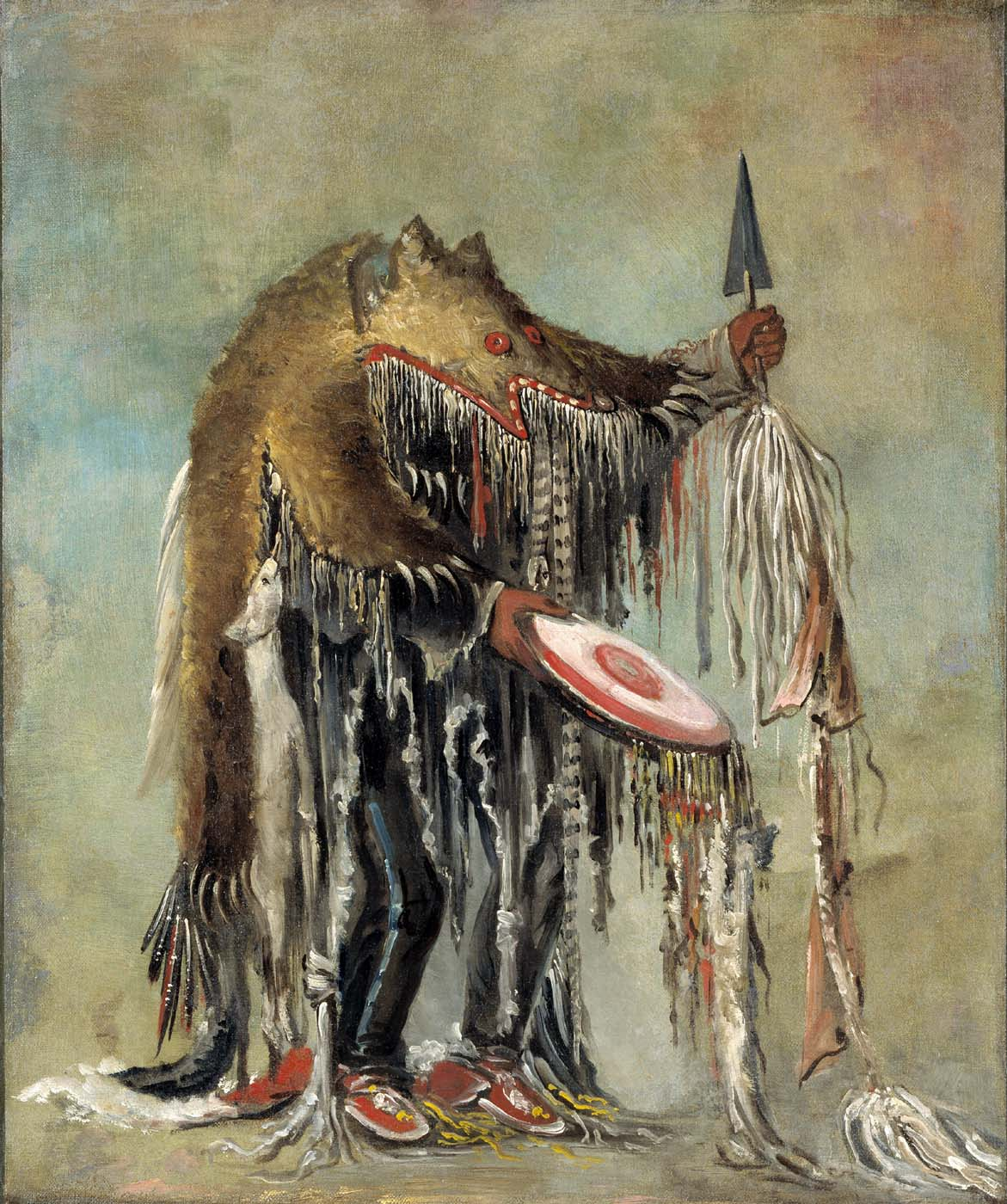
Schamane („Medizinmann“) mit Trommel und Zeremonialstab der Blackfoot (Schwarzfußindianer). Ölgemälde von George Catlin, 1832

Die Schamanentrommel (norwegisch runebomme, südsamisch gievrie, nordsamisch gobdas, finnisch kannus, eskimoisch und auf Inuktitut qilaat, im Altai tüngür, tibetisch po’i rNga) – veraltet auch „Zaubertrommel“ – ist ein Hilfsmittel für die magischen Praktiken der Schamanen verschiedener Kulturen, besonders im strenger als anderswo praktizierten Schamanismus der einstigen Wildbeuter und Nomaden in Zentralasien und Sibirien. Dort gehört der Schamanismus zur traditionellen Religion der Turkvölker, der Mongolen und der uralischen Völker. Die schamanische Zeremonialtrommel ist darüber hinaus ein kulturelles Symbol.
Wesentlich für die Trommel der sibirischen Völker ist die Vorstellung, dass das Holz des Rahmens aus einem heiligen Baum gefertigt sein muss, der zugleich den Weltenbaum, die Achse der Welt, repräsentiert. Der Schamane verwendet die Trommel in erster Linie als symbolisches Reittier während seiner mystischen Himmelsreise, ferner als Werkzeug beim Orakel und zum Herbeirufen der Geister bei Krankenheilungen. Rituell benutzte Trommeln der Samen aus dem 17. und 18. Jahrhundert sind in großer Zahl in Museen erhalten, bei den Eskimos sind sie mit der Christianisierung verschwunden, während sie in Nordasien mancherorts noch heute auf traditionelle Weise zum Einsatz kommen. Ebenso bis in die Gegenwart spielen die südamerikanischen Mapuche das kultrún.
Schamanentrommel ist eine funktionelle Bezeichnung unabhängig von der Bauart. Am weitesten verbreitet waren kreisrunde, einfellige Rahmentrommeln aus einem gebogenen Holzspan und ovale oder anders gerundete Rahmentrommeln. Die Samen besaßen außerdem flache, schalenförmige Trommeln, die aus einem Holzstück geschnitzt wurden. Sie gehören nach ihrer Form zu den Kesseltrommeln, besitzen jedoch mehrere Öffnungen am Boden. Der Durchmesser der Trommeln beträgt zwischen 30 und 100 Zentimetern bei einem 3 bis 20 Zentimeter hohen Rahmen. Viele, aber nicht alle Schamanentrommeln sind auf der Membran mit Mustern und Figuren dekoriert, die häufig eine „mythische Weltkarte“ darstellen – mit dem Weltenbaum in der Mitte, der von Tieren, Geistern und menschlichen Figuren umgeben ist.

## Allgemeine Funktion der Schamanentrommeln
Die Schamanentrommel ist ein in vielen Gebieten unentbehrliches Symbol des Schamanen und ein liturgischer Leitfaden zum Schamanieren. Dies gilt vor allem für Nordasien, wo das Wort – abgeleitet vom Tungusischen šaman – seinen Ursprung hat und die Stellung des Schamanen in einer traditionell egalitären Gesellschaft besonders herausragt. Zu diesem klassischen Schamanismus um den Polarkreis gehören unter anderem die Samen in Lappland, die Samojeden, Jukagiren und Tschuktschen in Sibirien, die Korjaken im äußersten Nordosten Sibiriens auf der Halbinsel Kamtschatka und die Eskimos in Alaska. Weiter südlich, in Zentralasien, Tibet, der Mongolei und im Fernen Osten wurde der Schamanismus durch die indische und chinesische Kultur beeinflusst und abgeschwächt.

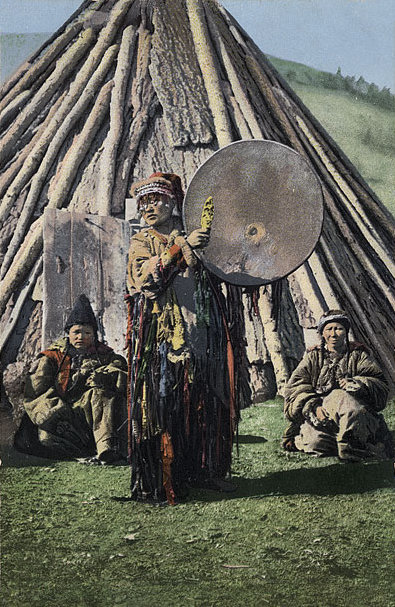
Eine Schamanin im Altai. Postkarte mit einer handkolorierten Schwarzweißaufnahme des russischen Fotografen Sergej Borisov, 1911–1914

Die magisch-religiöse Funktion des Schamanen ist, zugunsten der Gemeinschaft eine Beziehung zwischen den Menschen und den übernatürlichen Geistern und Gottheiten herzustellen. Er erlebt in seiner Trance eine ekstatische Reise in den Himmel, wohin er durch den Aufstieg entlang des Weltenbaums gelangt. Er denkt sich die Trommel aus dem Holz des Weltenbaums gefertigt und erklärt so ihre magische Kraft, die ihn beim Trommeln zum Zentrum der Welt geleitet, um von dort in den Himmel aufzusteigen. Eine symbolisch aufgestellte Birke mit Kerben im Stamm oder eine Sprossenleiter, in deren Umkreis der Schamane agiert, repräsentieren in seiner Vorstellung den Weltenbaum und dienen ihm auf dieselbe Weise als Hilfsmittel wie die geschlagene Trommel als Fortbewegungsmittel. Die Trommel als Reisegefährt trägt folglich bei den Jakuten und Burjaten, falls die Membran aus Pferdehaut angefertigt wurde, den Beinamen „Pferd des Schamanen“, bei den Tuwinern und Tofalaren in Südsibirien heißt die mit Rehhaut bespannte Trommel „Reh des Schamanen“. In vielen alten kosmogonischen Vorstellungen Nordasiens spannt sich ein siebenschichtiger Himmel über dem zentralen Weltenberg und der Schamane gelangt mit der Trommel in der Hand durch eine Öffnung in der Mitte jeder Schicht, die man sich wie den Rauchabzug eines Zeltes vorstellt, zur nächsthöheren Himmelsschicht.
Weitere Tätigkeiten des Schamanen sind die Kontaktaufnahme mit der Geisterwelt, bei der sich sein Körper entweder in die jenseitige Welt begibt oder er einen Geist in sich eindringen lässt. In diesem direkten Kontakt mit der jenseitigen Welt spricht der Geist durch den Mund des Schamanen über Dinge, die der Schamane selbst nicht kennt, in Sätzen, die eine zuhörende Person interpretieren und den Anwesenden verständlich machen muss. Daneben kann der Schamane als Wahrsager, der Tierorakel deutet, und als Heiler fungieren. Körperliche und psychische Erkrankungen sind in Nordasien der häufigste Anlass, weshalb ein Schamane gerufen wird. Er erkennt die aus dem Körper gewichene Schattenseele (im Altai körmös) als Krankheitsursache und versucht sie wieder in den Körper des Patienten zurückzubringen. In all diesen Fällen sorgt die Schamanentrommel in erster Linie dafür, dass der Schamane einen ekstatischen Zustand erreicht.
Der psychische Effekt rhythmischer Trommelschläge auf das Zentralnervensystem wurde mehrfach untersucht. Andrew Neher (1962) zitiert die Schilderung einer Schamanensitzung bei den Tungusen von 1935. Das leise und langsame Trommeln zu Beginn sollte die Aufmerksamkeit des Publikums erregen und dem Schamanen helfen, sich zu konzentrieren. Mit der Ankunft der herbeigerufenen Geister steigerte sich das Tempo der Trommel allmählich, bis der in Ekstase geratene Schamane die Trommel einem Assistenten weitergab, der im selben Rhythmus weitertrommelte, um den erreichten Erregungszustand von Schamane und Publikum aufrechtzuerhalten. Neher fand heraus, dass Trommelschläge unter anderem das Schmerzempfinden herabsenken und Krämpfe auslösen können. Er wurde dafür kritisiert, dass er zwar die körperlichen Symptome und den Kontrollverlust des Schamanen beschrieb, wie er auch durch Hyperventilation erreichbar ist, jedoch kulturelle Faktoren vernachlässigte. Die Schamanentrommeln produzieren tiefe und laute Töne mit nicht klar bestimmbarer Tonhöhe und veränderlichem Klang. Unabhängig von der kulturellen Prägung bewirken solche Trommelschläge mit einer Frequenz von 4–8 Hz Schläfrigkeit und leichten Schlaf mit Traumbildern, denn sie verstärken die Theta-Wellen, die bei diesem Zustand im Gehirn messbar sind. Neben dem Schlagen der Trommel versetzt sich der Schamane in zweiter Linie durch Gesang und Tanz in Ekstase.
Manche Schamanen sahen den Zweck des Trommelns darin, die Geister herbeizurufen, von denen sie Hilfe erwarteten und deren Antworten sie angeblich empfingen und an die Zuhörer weitergaben. In anderen Situationen wurden Trommeln zum Vertreiben böser Geister verwendet. Die Trommel ist aber kein typisches Instrument für einen solchen apotropäischen Lärmzauber, denn die Magie ihrer Musik stand wohl stets im Vordergrund. Bei manchen altaischen Völkern wurde anstelle der Trommel ein einsaitiger Musikbogen gespielt, der jedoch nie mit einem Pfeil als Waffe zur Geisterabwehr verwendet wurde. Mircea Eliade bestreitet damit die Aussage Ernst Emsheimers, der mit Verweis auf gleichlautende Wörter für Trommel oder Teile der Trommel und Jagdbogen von einer solchen Funktion ausgegangen war. Der Schamane (baksi) in Kirgistan begleitet sich statt mit einer Trommel mit der Langhalslaute kopuz. In Nordamerika verwendete der Schamane häufig eine Rassel anstelle der Trommel. Seltenere Begleitinstrumente der Schamanen waren Maultrommeln (qopuz, chomus oder chuur) unter anderem bei den Tungusen oder die Leiern der Obugrisch sprechenden Völkern in Westsibirien.

## Samen

### Bauform

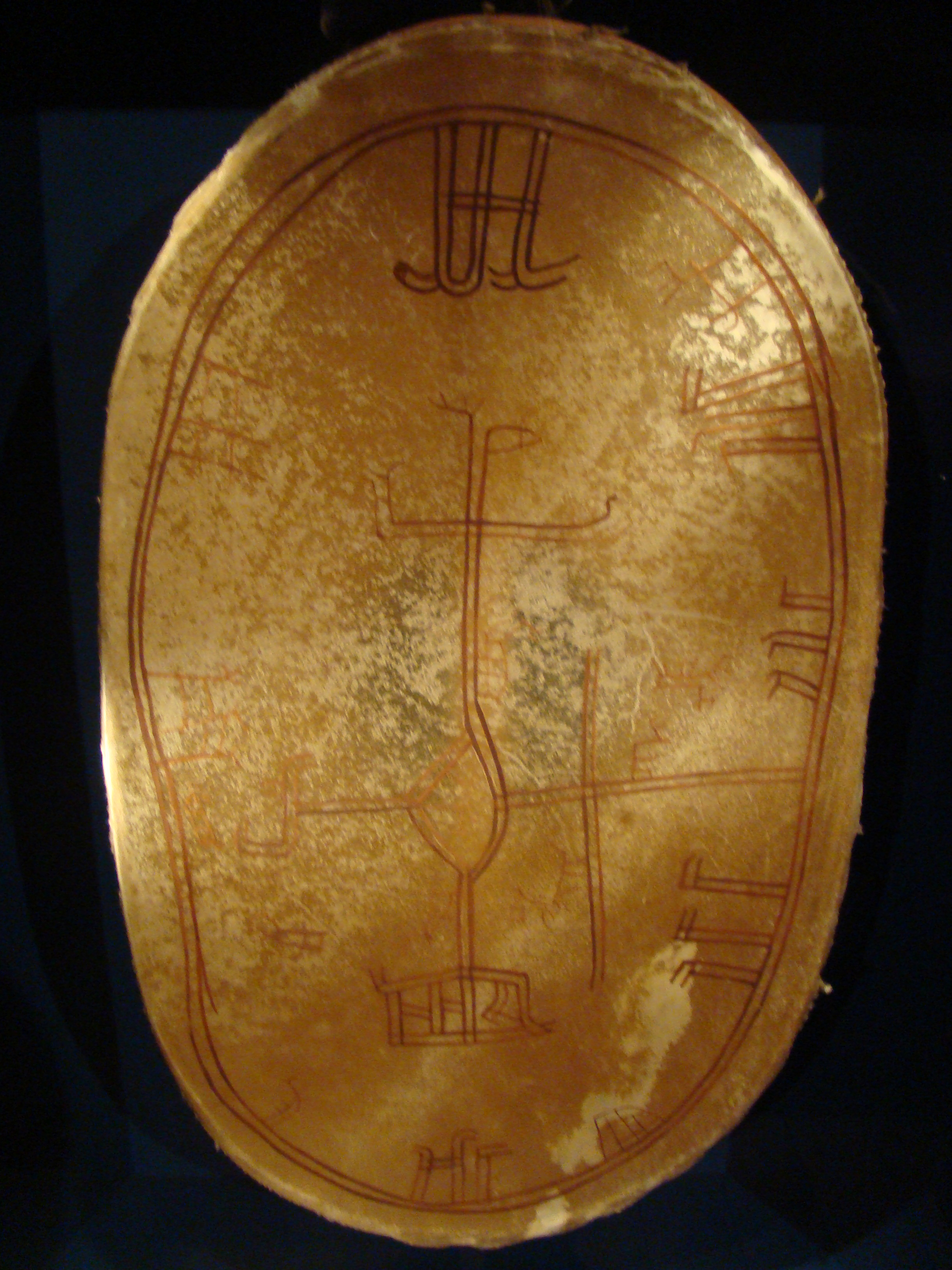
Samische Schamanentrommel im Museum Arktikum in Rovaniemi, Finnland

Historische Berichte und Abbildungen von Schamanentrommeln (norwegisch runebomme) der Samen liegen in großer Zahl vor, während die meisten Quellen des 17. und 18. Jahrhunderts zum Schamanismus, als dieser bei den Samen noch lebendig war, nicht auf persönlichem Augenschein beruhen und von Missionaren stammen, die wenig Verständnis für das Phänomen aufbringen konnten. 1871 schrieb Jens Andreas Friis in seinem Werk über die Mythologie Lapplands 35 Seiten über die Trommeln der Samen. Das bis heute in seinem Umfang einzigartige Standardwerk ist Die lappische Zaubertrommel von Ernst Manker in zwei Bänden (1938 und 1950). Darin bespricht Manker sämtliche 81 in europäischen Museen erhaltenen Schamanentrommeln. Hiervon sind 71 vollständig erhalten, bei vier fehlt die Membran und sechs gelten als unecht. Nach der Bauart sind es 44 Rahmentrommeln, die wiederum in drei Typen unterteilt werden. Der Rahmen einer Trommel besteht aus einem kreisförmig gebogenen Ring. Zwei Exemplare sind aus zwei im Winkel geformten Hölzern zusammengefügt. Diese Bauart kommt ansonsten nirgends vor. Die meisten Rahmentrommeln wurden wie bei einem Sieb aus einem schmalen Holzspan gebogen und an einem Holzgriff gehalten, der in der Mitte längs an der Unterseite zwischen den gegenüberliegenden Rahmenseiten eingebaut ist. 27 Trommeln sind flache Schalentrommeln, in deren Boden zwei große symmetrische Löcher eingeschnitten sind, um so in der Bodenmitte einen Haltegriff freizulegen. Alle Trommeln sind annähernd oval und ähnlich groß, mit dem Unterschied, dass die Schalentrommeln breiter, also eher kreisförmig sind.
Laut Manker haben sich die Schalentrommeln aus den älteren Spantrommeln entwickelt. Zur Begründung gibt er deren ähnliche Größe, Form und Gewicht an und vor allem die Schnurbefestigung, mit der die Membrane beide Trommeltypen gespannt werden. Eine durch Löcher am Rand gezogene Verschnürung ist bei den dickwandigen Schalentrommeln deutlich schwieriger herzustellen.
Bei 67 Trommeln besteht der Korpus aus Kiefernholz (Pinus sylvestris), bei sechs wurde Fichte (Picea excelsa), ein Mal Birke (Betula alba) und ein Mal Vogelbeere (Sorbus aucuparia) verwendet. Das Holz wurde nach seiner praktischen Eignung ausgewählt und sollte zugleich von Bäumen stammen, die als magisch galten. Als Membran diente die ungegerbte Haut eines möglichst jungen Rens. Die Zeichnung auf der Membran erfolgte mit rotbrauner Farbe, die aus Erlenrinde gewonnen wurde. Besonders zu Rahmentrommeln gehören kleine magische Anhängsel, die an der Innenseite befestigt sind, wie Stoff- und Hautfetzen, Tierknochen, Bärenklauen und arpa („Frosch“ oder „Zeiger“). Letztere sind Messingringe oder -platten, auch dreieckige Hornstücke, die zum einen als Orakel dienten und zum anderen den dunklen Trommelschlag mit einer hohen Frequenz ergänzen sollten. Die Schlägel wurden aus Rentiergeweih hergestellt und als Trommelhammer in der Form eines T oder Y herausgeschnitten. Das Schlagende ist mit Tierhaut bezogen, um den Klang zu dämpfen. Viele besitzen einen geformten Handgriff und geometrische eingeschnittene Verzierungen.
Eines der ältesten, besonders gut erhaltenen und dokumentierten Exemplare ist die „Zaubertrommel“, die sich heute im Museum Schloss Elisabethenburg im thüringischen Meiningen befindet (Trommel Nr. 30 nach Manker). Sie wurde 1723 in der norwegischen Provinz Nord-Trøndelag beschlagnahmt und stammt vermutlich aus der ersten Hälfte des 17. Jahrhunderts. In der Länge misst sie 47,5, in der Breite 30,4 und in der Tiefe 8,5 Zentimeter. Der Rahmen der Spantrommel besteht aus Kiefernholz. Es gibt 50 Anhängsel, die an 101, an der Rahmenunterseite und am Haltegriff befestigten Lederstreifen hängen. Die Lederstreifen sind teilweise mit Zinndraht umwickelt. Zu den Gehängen gehören unter anderem 96 Messingplättchen und anders geformte Messingteile, fünf Plättchen aus Kupfer und sechs Ringe aus Zinn. An manchen der zwischen 11 und 29 Zentimeter langen Lederstreifen ist der Endschmuck verschwunden, war aber offensichtlich vorhanden.

### Geschichte

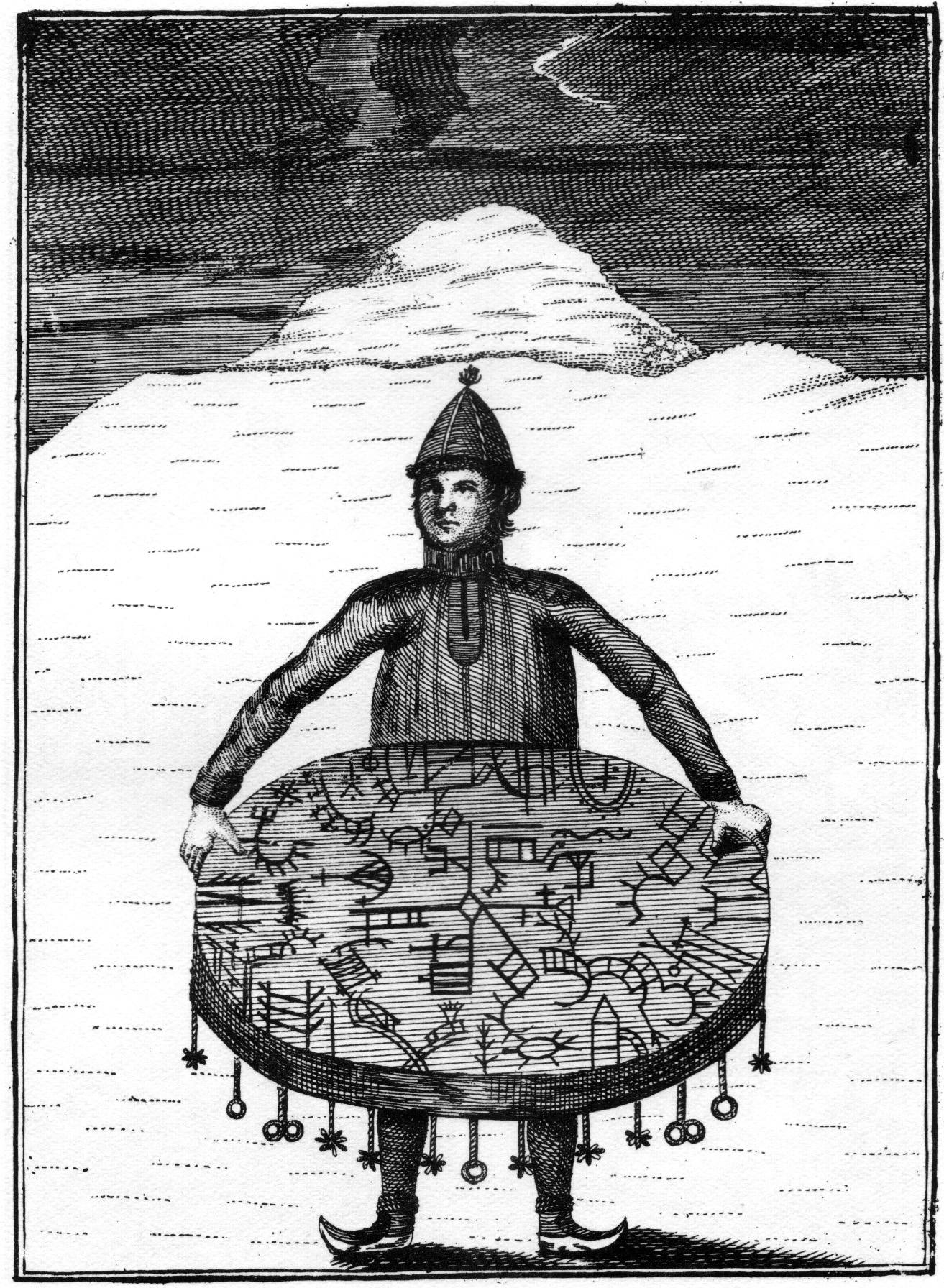
Ein samischer Schamane (noaidi) präsentiert seine Trommel. Kupferstich von O. H. von Lode nach einer Zeichnung des norwegischen Missionars Knud Lem (1697–1774). Dessen 1767 erschienenes Werk beschreibt den Alltag der Samen.

Archäologische Funde von Knochen, die vermutlich zu Schamanentrommeln gehörten, sind aus dem 11. bis 13. Jahrhundert bekannt und zeigen, dass es Rahmentrommeln mindestens seit der Wikingerzeit gab. Ein geometrisches Muster („Uhrglasmotiv“), wie es an Handgriffen von Trommeln auftaucht, wurde auch an Knochen und Geweihstücken in nordnorwegischen Wikingergräbern gefunden. Ein mutmaßlicher Trommelzeiger (arpa) aus Kupfer, der mit einem Bronzering verbunden ist, wurde an einem Opferplatz der Samen des 11./12. Jahrhunderts im nordschwedischen Vindelgransele (Gemeinde Laychsele) gefunden. Ähnliche Gegenstände aus Bronze oder Stein von anderen Fundstellen dieser Zeit werden ebenfalls als „Zeiger“ interpretiert. Der Zeiger diente vielleicht ursprünglich als perkussive Klangverstärkung und wurde erst später zu einem Orakelgegenstand. Seit der Wikingerzeit scheint es eine ungebrochene Tradition beim Bau der Rahmentrommeln zu geben. Ein Trommelhammer aus Øvre Nordset bei Rendalen in Südnorwegen wurde in einem Steinhügel (Cairn) gefunden und in das 11. bis 13. Jahrhundert datiert.
Die älteste literarische Quelle stellt das Chronicon Norvegicum (auch Historia Norvegiae) vom Ende des 12. Jahrhunderts dar, das von einem anonymen Autor auf Latein verfasst wurde und die Geschichte und Gesellschaft Norwegens behandelt. Die Schamanen der Samen und der sibirischen Völker haben demnach die Trommel als Instrument für ihre Trancesitzungen verwendet. Beschrieben wird offensichtlich eine Rahmentrommel, auf deren Membran neben einem Wal und einem Rentier ein kleines Ruderboot und Ski aufgemalt waren. Dies waren die Hilfsmittel des Schamanen (gandr) bei seiner spirituellen Reise, die stattfand, während er die Trommel hoch hielt, tanzte und dazu Zauberlieder (galdr) sang.
Der nächste schriftliche Hinweis stammt aus der Mitte des 16. Jahrhunderts. Im 17. Jahrhundert unterschied Johannes Scheffer (1621–1679) in seiner Landeskunde Lapponia (1673) zwischen den Trommeln der Samen in Nordnorwegen und in Schweden, die nach ihrer Bauart beides Schalentrommeln gewesen sein dürften, einen Zeiger besaßen und mit einem Stock geschlagen wurden. Der Unterschied könnte in der Bemalung der Membran oder ihrer Verwendung gelegen haben. Nach Scheffer waren die schwedischen Trommeln mit christlichen und schwedischen Symbolen verziert, was als Versuch der Samen gewertet wird, die Machtsymbole der sie umgebenden Mehrheitsgesellschaft zu übernehmen und als magische Hilfsmittel für ihre eigenen Zwecke einzusetzen.
Die Samen lebten ursprünglich von Sammelwirtschaft, Fischfang und der Jagd auf Rentiere. Vermutlich vollzog sich bereits ab dem 1. Jahrtausend der allmähliche Übergang von der Rentierjagd zur halbnomadischen oder nomadischen Rentierzucht. Seit dem 16. Jahrhundert entwickelten die Samen aufgrund der Steuern, die sie an die Staaten Dänemark-Norwegen, Schweden und Russland entrichten mussten, eine Wirtschaftsform, die auf der Zucht von Rentieren in Herden basierte. Die umfangreichsten literarischen Quellen stammen aus dem 17. und 18. Jahrhundert, als es neben der staatlichen Einflussnahme auf die Samen zu einem Glaubenskampf mit den lutherischen Missionaren kam. Besonders vom Ende des 17. bis in die Mitte des 18. Jahrhunderts konzentrierten die Missionare ihre Agitation auf die heidnischen Schamanentrommeln, die sie bei Gelegenheit konfiszierten. Für die Samen, die einen christlichen Namen trugen, aber ansonsten ihre indigene Religion pflegten, wurden die Trommeln hingegen zu einem kulturellen Symbol des Widerstandes. Die meisten Samen waren zu dieser Zeit bereits christlich getauft und hatten nach christlichem Ritus geheiratet, dennoch ließen sich manche nicht davon abhalten, bei besonderen Zusammenkünften vielleicht ein Mal im Jahr einer Schamanensitzung beizuwohnen. Den Kirchenpredigern war es zwar gelungen, den Samen die christlichen Bräuche zu vermitteln, aber nicht, sie von ihrer samischen Religion völlig loszubringen. Das Grundproblem sahen die Missionare in der Existenz der Schamanentrommeln, die für sie ein Werk des Teufels waren und die es folglich zu vernichten galt.
Bei den Kampagnen wurden die als „Hexer“ entlarvten Samen gezwungen, ihre Trommeln abzugeben, um sie zu verbrennen. Den Berichten zufolge leistete die Pitesamisch sprechende Gruppe den meisten Widerstand. 1682 versammelten sie sich in Arjeplog und erklärten, auch weiterhin Gottheiten nach der Sitte ihrer Vorfahren anrufen zu wollen. Solche öffentlichen Proteste waren jedoch selten und nur in wenigen Fällen leisteten die Samen handgreiflich Widerstand gegen die Beschlagnahmungen. In den 1680er Jahren wurden die Strafen für den Besitz von Trommeln verschärft und die Samen per Gesetz gezwungen, ihre Trommeln bei der Distriktverwaltung abzugeben. Zumindest in Jokkmokk landeten daraufhin eigens neu gefertigte Trommeln in der Sammelstelle, während die alten Exemplare zurückbehalten wurden. Überführte Missetäter wurden zur Abschreckung für andere öffentlich bestraft. Nach einem Gerichtsprotokoll von 1687 verteidigte sich ein Mann mit dem Argument, er verwende die Trommel nur, um sein Schicksal zu erfahren und um gutes Gelingen für seinen bevorstehenden Jagdausflug zu bitten. Eine andere Verteidigungsstrategie war, die Zeichnungen auf der Trommel als eine Art Landkarte zu bezeichnen, mit der man in der Wildnis den Weg finden könne. Der Wunsch, für diesen Zweck die Verwendung von Trommeln zu erlauben, blieb unerhört. Stattdessen drohten der Regent und der Bischof bei einer Inspektionsreise 1688 durch Lappland demjenigen, der sich weigerte, seine Trommel abzugeben, Inhaftierung und Auspeitschung sowie Höllenqualen im Jenseits an. Ein Mann aus Arjeplog, der in diesem Jahr vor dem Bezirksgericht erklärt hatte, weiterhin die Schamanentrommel verwenden zu wollen, wurde als Exempel zum Tode verurteilt, anschließend geköpft und zusammen mit seiner Trommel und drei Ritualgegenständen unter den Augen von zwangsweise vorgeführten Mitgliedern seines Clans verbrannt.
Während der folgenden drei Jahrzehnte war es um die Schamanentrommel relativ ruhig geworden und das Thema schien mit der vollständigen Christianisierung der Samen beendet. 1714 wurde in Kopenhagen eine Missionsgesellschaft gegründet, an deren Zustandekommen der dänische König Friedrich IV. einen maßgeblichen Anteil hatte. Ihre Leitung übernahm 1716 der vom Pietismus geprägte Thomas von Westen (1682–1727). Erst 1723 und 1724 gab es neue Anschuldigungen gegen Samen, die erklärten, die Trommel nach dem Ausgang eines geplanten Jagdausflugs oder einer Reise befragt zu haben. Die als „Götzenverehrer“ Denunzierten kamen mit Geldstrafen, Auspeitschungen und der Herausgabe ihrer Trommeln davon. In den späteren Jahren mussten die noch verbliebenen Trommeln überall auch vor den eigenen Landsleuten verborgen werden.

### Bedeutung

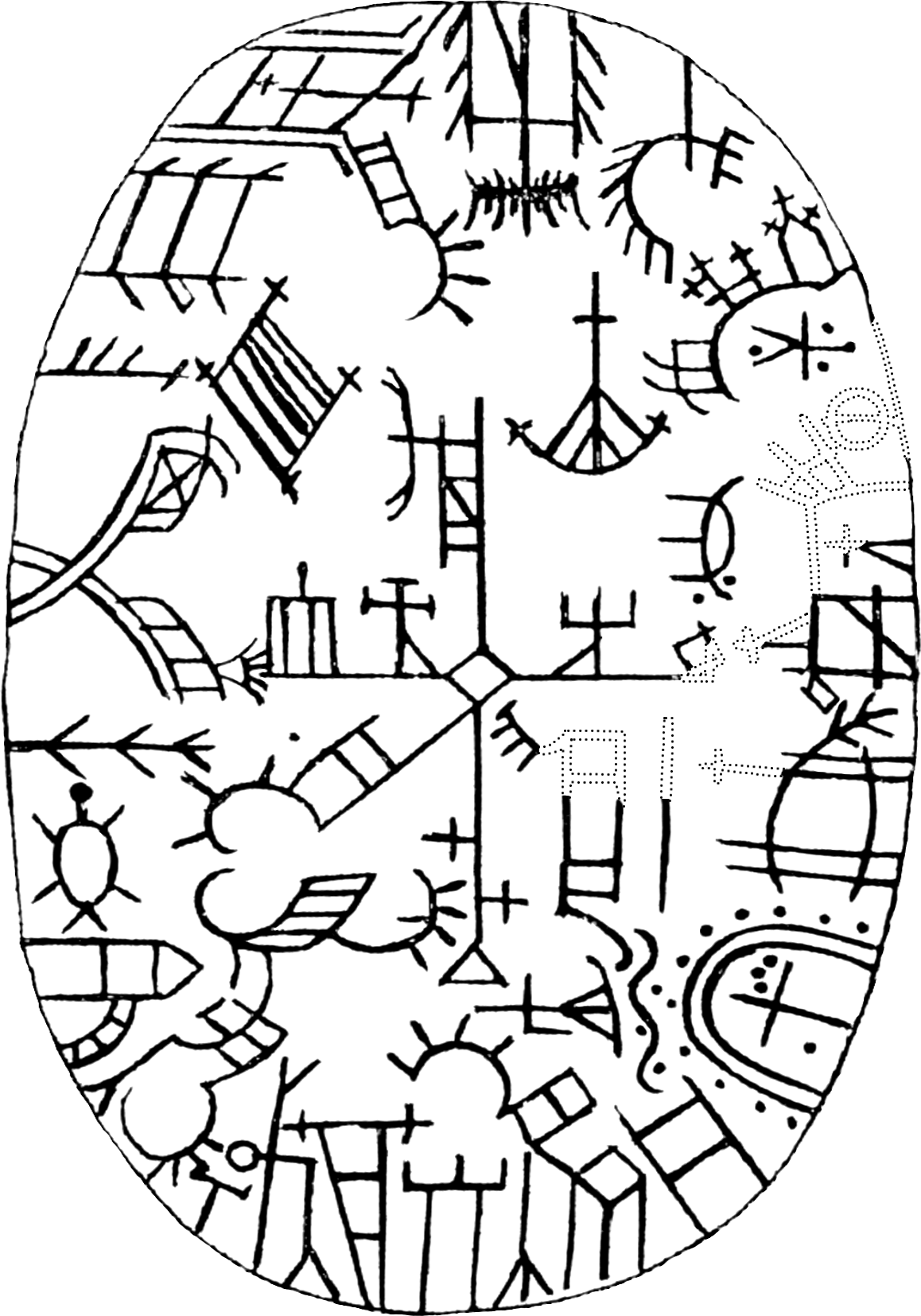
Sámi-Trommelmembran. Südsamisches Muster mit rautenförmigem Sonnensymbol im Zentrum

Eine neue Trommel wurde mit einem magischen Ritus eingeweiht, bei Nichtgebrauch musste sie besonders geschützt werden, weshalb sie die Samen im hinteren Teil ihrer Kote aufbewahrten. Ihr Verlust hätte die gesamte Gemeinschaft durcheinandergebracht. Die Trommel war ein spiritueller Wegweiser zur Bewältigung des Alltags, von der täglichen Jagd bis zu den Jahresfesten. Im Unterschied zu einigen Völkern in Südsibirien wurde die Trommel nicht nach dem Tod des Schamanen zerstört, sondern an seinen Nachfolger weitergegeben.
Bei seiner dritten Missionsreise beschlagnahmte Thomas von Westen 1723 auch die heute in Meiningen aufbewahrte Trommel. Anders als seine Missionarskollegen ließ er die eingesammelten Trommeln nicht zerstören, sondern bewahrte sie auf. Kurz vor oder nach seinem Tod 1727 wurde die Meininger Trommel als einzige oder mit anderen zusammen nach Kopenhagen gesandt. Von Westen zeichnet ebenfalls aus, dass er ein kulturelles Interesse an den Samen besaß und ihre Sprache verstand. Dadurch blieb eine der beiden einzigen von ihrem Besitzer gegebenen Beschreibungen einer historischen samischen Schamanentrommel und der magischen Bedeutung ihrer Zeichen erhalten. Aus dem handschriftlichen Text von Westens geht hervor, dass der ursprüngliche Besitzer Bendix Andersen und sein Gehilfe Jon Torchelsen die mehrere Generationen alte Trommel vor allem wegen ihres hohen Alters nicht hergeben wollten. Allgemein stieg die magische Kraft einer Trommel mit ihrem Alter. Die zahlreichen Anhängsel aus Lederstreifen, Zinndraht und Messinggegenständen an der Meininger Trommel sind ein Zeichen für erfolgreiche Wahrsagungen, die auf das Konto der Trommel gehen. Sie sind Spenden der Auftraggeber, wenn ihnen der Orakelspruch zu einem glücklichen Ausgang aus ihrer Lage verholfen hat.
Die samischen Schamanentrommeln lassen sich nach der Quellenlage in vier Gruppen einteilen:
1. Es liegt eine Erklärung ihres ursprünglichen Besitzers vor. Neben der Meininger Trommel ist dies nur für Trommel Nr. 71 der Fall, die von Anders Poulsen aus Nord-Trøndelag in Zentralnorwegen stammt. Dessen Verhörprotokolle aus dem Jahr 1691 sind erhalten.
2. Zu fünf weiteren Trommeln gibt es historische Beschreibungen von jemandem, der nicht der ursprüngliche Eigentümer, sondern vermutlich ein Missionar war.
3. Einige Zeichnungen mit dazugehörenden Interpretationen blieben von Trommeln erhalten, die selbst verschwunden sind.
4. Von den meisten Trommeln sind keine zeitgenössischen Angaben bekannt.

Die Interpretation der Zeichen ist aufgrund der häufig fragwürdigen Quellen kompliziert und hat zu unterschiedlichen Ergebnissen geführt, die bis heute nicht als befriedigend angesehen werden. Neben den Missverständnissen der christlichen Missionare stellen möglicherweise absichtlich zurückgehaltene Informationen der Befragten einen weiteren Grund dar, weshalb die historischen Berichte mit Vorsicht zu bewerten sind. Die in der Historia Norvegiae des 12. Jahrhunderts beschriebenen Abbildungen auf den Trommelfellen – Wal, Rentier, Ruderboot und Ski – führten zu der Einschätzung, dass die Trommeln dieser Zeit nur als Hilfsmittel zur Schamanenreise gebraucht wurden. Die spätere Verwendung auch für Orakel wird entweder auf eine kulturelle Übernahme von benachbarten skandinavischen Völkern oder auf christlichen Einfluss zurückgeführt oder als eigene Entwicklung der Samen betrachtet. Im 17. und 18. Jahrhundert wurden die Figuren zumeist als Jagd- und Fischfangszenen oder als Darstellungen der Rentierzucht aufgefasst. Ernst Manker verband hingegen die Figuren mit der vorchristlichen samischen Mythologie. Da alle erhaltenen Trommeln aus einer Zeit stammen, als die samische Religion bereits von christlichen Glaubensvorstellungen beeinflusst war, tauchen auch christliche Symbole auf den Trommeln auf, wo sie offensichtlich deren magische Wirkung verstärken sollten.
Die Zeichnungen auf den Trommelfellen sind in Anordnung und Details bei jeder Trommel individuell, dennoch gibt es grundsätzliche regionale Unterschiede zwischen nord- und südsamischen Trommeln. Die Figuren stehen vereinzelt auf der Fläche verteilt oder sind teilweise miteinander verbunden. Sie stellen auf stark vereinfachte Weise Menschen, Rentiere, Elche, Bäume, Kirchen, Gräber, Jagdgeräte und weitere Alltagsgegenstände sowie Dinge mit religiösem Bezug dar. Trommeln vom Åsele-Typ, die in der Membranmitte ein Sonnensymbol (beive, päivö) besitzen, werden als die älteren betrachtet. Die Membran des anderen Typs ist mit durchgezogenen Strichen in zwei oder mehr Felder aufgeteilt. Beim Orakel wurde die Trommel waagrecht gehalten und so lange mit dem Trommelhammer geschlagen, bis der auf dem Trommelfell hüpfende Zeiger auf der richtigen Figur angekommen war.

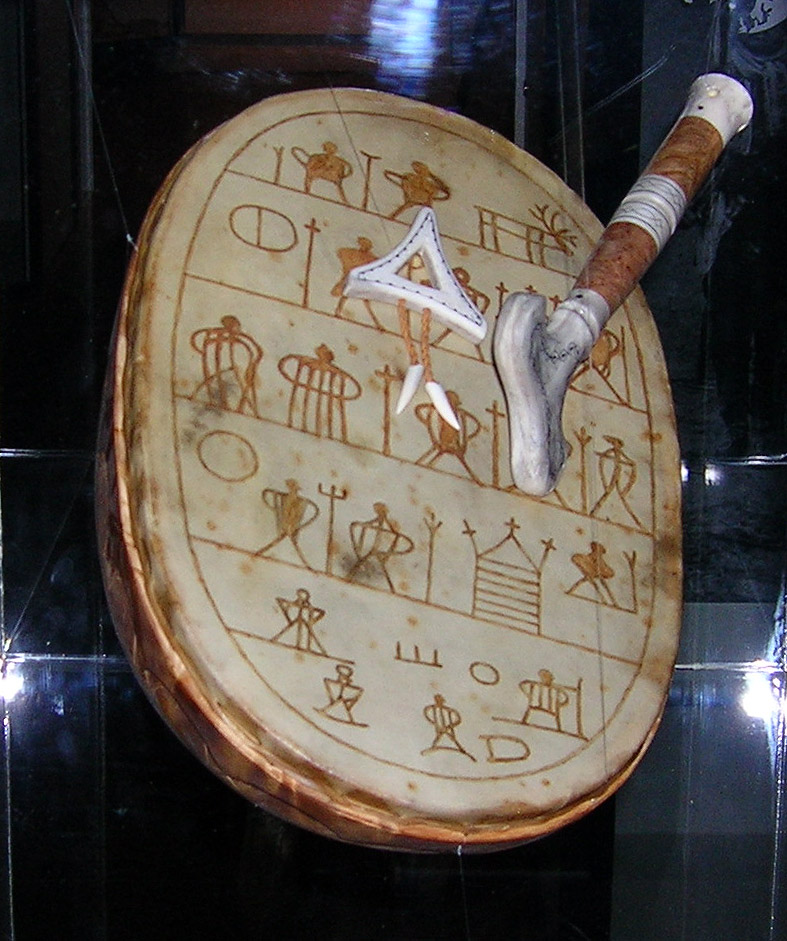
Nachbildung der 1691 konfiszierten Trommel (Nr. 71 nach Manker) von Anders Poulsen, der in Varanger lebte. Mit Trommelhammer und Zeiger. Einzigartige Zeichnung vermutlich in einem persönlichen Stil.

Für manche Motive wird ein Zusammenhang mit finnischen Felsmalereien und solchen im Ural gesehen, die ebenfalls zu Jagd und Fischfang betreibenden Kulturen gehören. Auf 30 Åsele-Trommeln kommt ein Zickzackmotiv vor, das sich bis auf zwei Ausnahmen links vom Sonnensymbol befindet. Die linke Seite repräsentiert die diesseitige Welt, die rechte die Unterwelt. Eine Zickzacklinie wird als Schlange interpretiert. Auf Felsmalereien gilt ein Mann mit einer Schlange neben sich als Darstellung eines Schamanen. Obwohl Informanten seit dem 18. Jahrhundert von Schlangen als verabscheuungswürdigen Tieren sprachen, die es zu töten gelte, taucht die Schlange auf der linken Seite neben Dingen des täglichen Lebens auf. Diese Einschätzung als teuflisches Wesen ist möglicherweise dem christlichen Einfluss und dem im nordischen Volksglauben bekannten Nidhöggr geschuldet, denn ältere Vorstellungen von Schlangen müssen positiv gewesen sein, sonst wären nicht in Grabstätten am Onegasee in Karelien Abbildungen von Schlangen aus dem Ende der Mittelsteinzeit gefunden worden. Grabbeigaben sind immer positiv besetzt.
Durch Vergleich mit Figuren der samischen Mythologie scheint das Trommelfell mit seinem oberen Ende nach Süden orientiert, sodass die rechte Seite in Richtung der aufgehenden Sonne und die linke Seite nach Westen zeigt. Einige Boote auf den Trommeln können mit Sonnenbooten auf kaukasischen und sibirischen Felsbildern verglichen werden. Die Sonnenboote zeigen die tägliche Bahn der Sonne, die von Osten nach Westen am Himmel verläuft und im Westen in die Unterwelt eintritt. Dies bietet eine Erklärung für die Lage der Unterwelt auf der Trommel.
Am Beispiel der Meininger Trommel zeigen sich die Unterschiede zwischen den Angaben ihres einstigen Besitzers Bendix Andersen und den Interpretationen Ernst Mankers von 1950: Im Zentrum dieser Trommel ist das mit einer doppelten Linie gezeichnete rhombische Sonnensymbol (beive), von dem mit einem einfachen Strich Strahlen ausgehen, die vier Achsen bilden. Eine menschliche Figur mit dreieckigem Kopf und einem T-förmigen Gegenstand in der Hand bezeichnet Andersen als Teufel und Manker als Donner mit dem Donnerhammer. Eine Menschenfigur mit Strahlen am Kopf auf der gegenüberliegenden Achse ist nach Andersen die Sonne bei schönem Wetter und nach Manker möglicherweise der Wind. Ein Rentier mit Raubtier dahinter am linken oberen Rand nennt Andersen Rentier und Wolf, während Manker eine der Figuren der samischen Göttertrinität erkennt. Auf dieselbe Weise konkret bezeichnet Andersen eine rechteckige karierte Figur mit Kreuzen in zwei Ecken am rechten Rand als Kirche und Manker sieht interpretierend ein christliches Grab, das ursprünglich jabme-aimo, das samische Totenreich war.
Neben der Oberseite des Trommelfells brachten die Samen auch auf dessen Unterseite und in manchen Fällen auf dem Holzkorpus symbolische Zeichen an. Während die Zeichen an der Oberseite von allen gesehen werden durften, wenn auch nicht von allen verstanden wurden, beinhaltete die Unterseite esoterische Symbole, die für den Schamanen bestimmt waren und deren Bedeutung er nur an seinen Nachfolger vermittelte. Der Schamane sah die Innenseite der Trommel, während er sie schlug.
Neben der gelegentlichen Verwendung von Rasseln und Schwirrgeräten waren Schamanentrommeln die einzigen Perkussionsinstrumente der Samen. Zur Melodiebildung verwendeten sie hauptsächlich das fadno, ein Einfachrohrblattinstrument, das sie aus dem grünen Stängel der Arznei-Engelwurz (Angelica archangelica) anfertigten. Ansonsten stellen Sologesänge (juoi’gat) ohne instrumentale Begleitung die einzige traditionelle Musikform dar.

## Nordasien

### Bauform

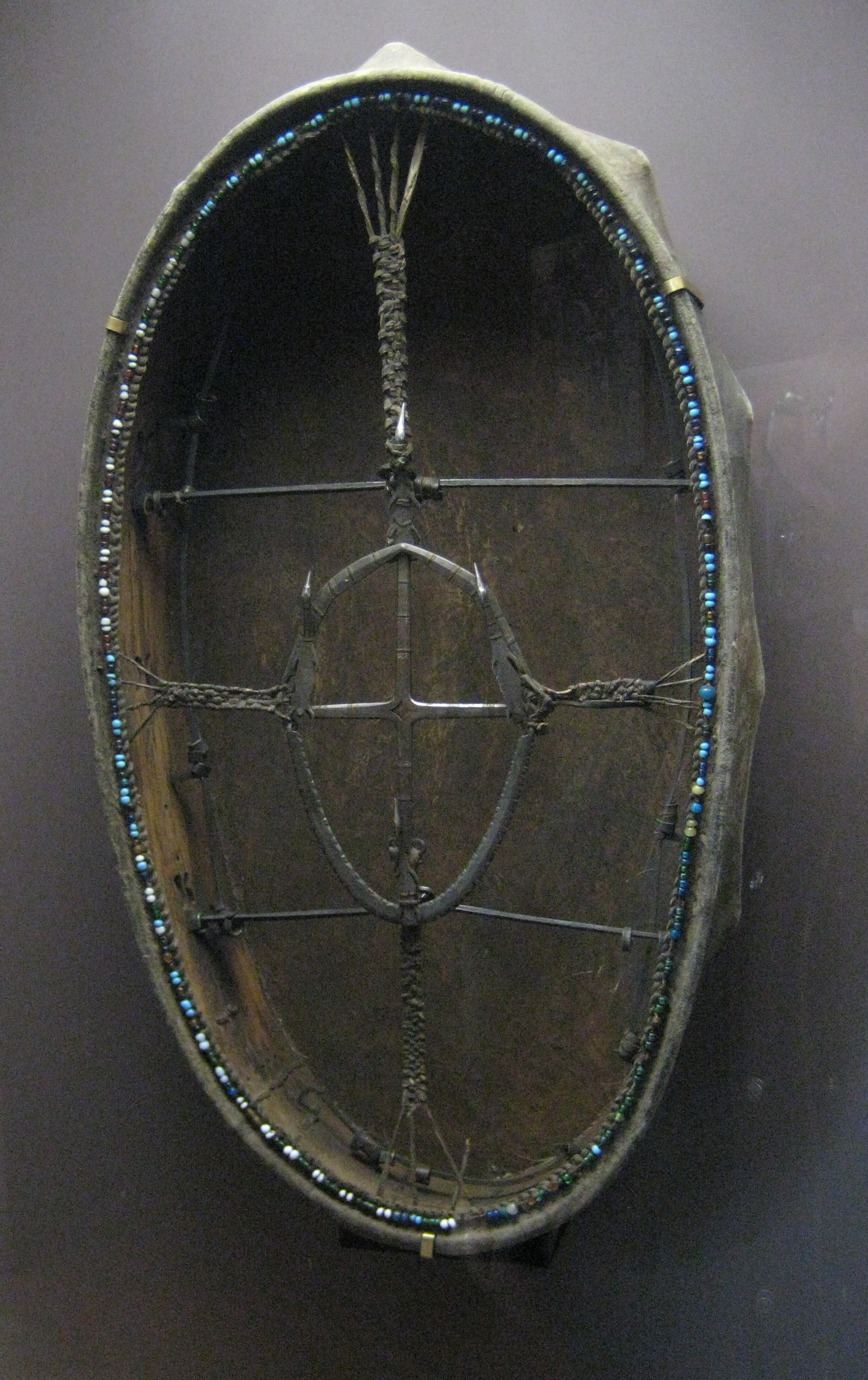
Unterseite einer Schamanentrommel der Ewenken. Erkennbar sind die zum Spannen der Membran eingeschobenen Holzstückchen. Museum im Zarizyno-Park, Moskau

Die nordasiatischen Schamanentrommeln gehören zum Typ der Rahmentrommeln mit einer meist ovalen Form. Viele Trommelmembranen sind mit Figuren dekoriert, andere sind völlig ohne Zeichnungen. Bei den Tungusen, Jakuten und Dolganen besteht der Trommelrahmen aus Birken-, Lärchen- oder Weidenholz, das mit ungegerbter, an der Oberseite enthaarter Rentierhaut, mancherorts auch Reh- oder Pferdehaut bespannt ist. Das Fell ist wie bei den Trommeln der Samen am Rand angenäht, bei den Mandschu und Burjaten ist es geklebt. Zwischen Rahmen und Fell eingeschobene Holzstückchen, die sich an der Oberfläche als Erhebungen abzeichnen, dienen zum Spannen des Fells. Ansonsten wird die Trommel vor Gebrauch über dem Feuer erwärmt, um den Ton zu erhöhen. Die Unterschiede der nordasiatischen Trommeln liegen vor allem in der Form der Handgriffe. Bei den Jakuten wird die Trommel an einem geschmiedeten Eisenkreuz gehalten, das an der Unterseite eingepasst und durch Hautstreifen an den Enden mit dem Rahmen verbunden ist. Bei manchen Trommeln ist einer der Eisenstäbe V-förmig in der Form eines fliegenden Vogels gebogen. Verschiedene Glöckchen und andere Metallgegenstände sind mit Lederbändern an der Unterseite festgebunden.
Solche Trommeln einschließlich der Buckel an den Rändern sind auch aus dem Altai am Südrand Sibiriens bekannt, wo sie besonders reich verziert sind. Die Altai-Trommeln (tüngür oder düngür) sind nahezu kreisförmig mit einem Handgriff aus zwei sich kreuzenden Eisenstäben, von denen eine Reihe Lederstreifen herabhängen. Bei einigen Tataren und im Altai besteht die Membran aus der Haut eines Altai-Wapiti (Cervus canadensis asiaticus, eine Rothirschart), eines Sibirischen Steinbocks (Capra sibirica) oder eines Pferdes. Die am südsibirischen Fluss Abakan lebenden Tataren bauten wie die Samen einen Birkenholzgriff in der Mitte der Trommel ein und verzierten ihn aufwendig mit geometrischen Ornamenten. Im Altai trägt dieser Handgriff die Einritzung eines menschlichen Figur mit Augen aus Kupferplättchen und gespreizten Beinen. Die Figur heißt tüngür äzi („Herr der Trommel“). Quer zum Holzgriff verläuft im oberen Drittel an der Innenseite der Trommel ein Eisenstab, an dem auf der einen Seite fünf und auf der anderen Seite vier Metallringe hängen. Für weitere Perkussionsgeräusche sorgen eiserne Pfeile und Glöckchen.
Der Schlägel hat überall die Form einer schmalen Klatsche, die aus einem Birkenast oder aus einem Strauch hergestellt wird. Sein oberes Ende wird mit dem Fell eines Hasen oder eines anderen Tieres überzogen. Im Altai sind entlang der Rückseite der Schlägel kleine Metallringe angebracht. Am Ende des Handgriffs sind an einem weiteren Metallring bunte Stoffstreifen angebunden. Manche Handgriffe besitzen die Form eines Tierkopfes oder stellen ein Geistwesen dar. Bei den südlichen Altaiern hat der Schlägel Menschengestalt.

### Bedeutung
Die Trommeln im Altai tragen Zeichnungen von Bäumen, die meist den Weltenbaum repräsentieren, menschliche Figuren, darunter den Schamanen mit seiner Trommel und mit Flügeln ausgestattete Figuren, Tiere und Krankheitsgeister, die im Gesamten eine mythische Weltkarte darstellen. Die Altaier trugen die Figuren mit schwarzer, weißer und teilweise brauner Farbe auf, die Untergruppe der Telengiten häufig auch auf der Innenseite. Oberhalb des eisernen Querstabes ist beispielsweise der Sternenhimmel dargestellt, während darunter drei gebogene Linien einen Regenbogen (solongy) darstellen nebst einer Birke, aus der der Handgriff gefertigt wurde und dem entsprechenden Tier, dessen Haut die Membran abgab. Andere Figuren werden als Geister aus dem Totenreich oder Opferrituale interpretiert. Die Unterseite füllt in der Mitte der „Herr der Trommel“ aus, ein Strichmännchen mit angedeuteten Rippenbögen und dem Eisenstab anstelle der Arme. Der „Herr“ oder „Meister“ der Trommel soll den ersten Schamanen oder einen Urahn des Schamanen darstellen, der ihm als persönlicher Schutzgeist zur Seite steht. Die Innenseite der Trommelmembran ist wohl von primärer Bedeutung, denn sie versammelt die vom Schamanen während seiner Sitzung zu Hilfe gerufenen Geister. Die Figuren auf der Außenseite, die ebenfalls um den „Herrn der Trommel“ angeordnet sind, wären dann abgeleitete Nachbildungen.
Bei den Tataren am Fluss Abakan kann diese Interpretation nicht zutreffen, da sie nur die Oberseite verziert haben. Auch sie trennten mit einem Querstrich die Membran in ein oberes Drittel und eine größere untere Fläche. Oben im Himmel sind Sonne, Mond und Sterne zu sehen sowie Reiter mit Pfeil und Bogen auf der Jagd nach Tieren. Manchmal stecken die Sterne am oberen Ende von Bäumen und Holzstangen. Auf der unteren Fläche verteilen sich menschliche Figuren wie der Schamane mit seiner Trommel, krankmachende Geister und Tiere aus dem Totenreich. Einige Trommeln der Altaier sind auch am äußeren Rand der Membran mit Sternen und anderen Mustern verziert. Tataren im nördlichen Altai und Mongolen verzichteten auf jede Gestaltung der Membran.
Die Tungusen zeichneten den Weltmittelpunkt als Kreis in die Mitte der Membran und vier Halbkreise an den Rändern, die durch Linien mit dem Zentrum verbunden sind, um die vier Weltgegenden zu symbolisieren. Diesem universalen Konzept stehen die Altaier gegenüber, bei denen die einzelnen Figuren offensichtlich eine größere Aufmerksamkeit erfuhren als der Gesamtplan. Ein Khakasisch sprechender Schamane aus der Region Chakassien (um Abakan) verwies auf das Sternbild Orion auf einer Trommel, mit dessen Hilfe der Schamane seinen Weg in die Himmelswelt finden könne. Ein Kuckuck und ein Rabe unterstützten ihn auf seiner langen Reise. Der erstgenannte Vogel hielt den Kontakt zwischen dem Schamanen und der Erde aufrecht, während er sich im Himmel befand und der Rabe sorgte dafür, dass die entschwundene Schattenseele des Kranken zurückkehrte. Mit der abgebildeten Birke hatte der Schamane zuvor die Ursache der Krankheit herausgefunden.
Im Unterschied zu den Samen ist in Nordasien kein Orakel bekannt, das mittels der Schamanentrommel selbst durchgeführt wurde. Den Trommelschlägel hingegen werfen Tungusen und Samojeden in die Luft und lesen aus seiner Lage am Boden eine positive oder negative Antwort des Orakels heraus. Diese Art der Wahrsagung war jedoch stets von untergeordneter Bedeutung gegenüber dem Trommelschlagen beim Schamanieren.
Die Trommel galt wie das Kostüm des Schamanen als heilig und musste sorgsam aufbewahrt werden, denn ihre Beschädigung hätte den Schamanen krank werden lassen. Für die Einweihung einer neuen Trommel wurden Zeremonien durchgeführt, wie sie auch bei einer rituellen Verunreinigung etwa bei einem Todesfall im Haus des Schamanen beachtet werden mussten. Während die Samen die Schamanentrommel weitervererbten, zerbrachen sie die Altaier und legten sie neben das Grab des Verstorbenen.
Das Holz musste bei den Tungusen von einem heiligen Ort stammen, bei den Altaiern durfte der Baum keinerlei Beschädigungen aufweisen, weshalb der richtige Baum in einer entlegenen Gegend gesucht wurde. Den Holzstreifen lösten die Jakuten (und vermutlich auch andere Völker) mit einem Tangentialschnitt so aus einem Lärchenstamm, dass der Baum am Leben blieb. Weit verbreitet in Nordasien ist die Vorstellung, dass der verwendete Baum ein „Schamanenbaum“ und ein Abbild des Weltenbaums sei. Daher brachten die Jakuten dem Baum ein Tieropfer dar und schütteten das Opferblut und Wodka gegen ihn. Jeder sibirische Schamane konnte auf einen bestimmten Schamanenbaum verweisen, dessen Schicksal mit seinem eigenen verbunden war.
„Bogen“ oder „singender Bogen“ lautete bei manchen Schamanen die Bezeichnung für ihre Trommel. Leonid Pavlovich Potapov (1905–2000) erforschte grundlegend die Geschichte der Schamanentrommel im Altai. Seine 1934 aufgestellte Entwicklungstheorie, wonach der Trommel als Werkzeug des Schamanen der Jagdbogen (der auch als Musikbogen verwendet werden kann) vorausgegangen sei, ist heute umstritten. Ernst Emsheimer interpretierte die Trommel, Potapov nachfolgend, als ein dämonenabwehrendes Instrument, das einem Bogen mit magischen Pfeilen entspricht und stellte eine Beziehung zwischen dieser Funktion der Trommel und der Diagnose einer Krankheit her. Krankheiten haben in der magischen Vorstellung Nordasiens zwei mögliche Ursachen: Sie sind entweder die Folge eines böswilligen Geistes, der in den Körper des Kranken eingedrungen ist oder einer verlorenen Seele, die den Körper verlassen hat und von einem Geist an der Rückkehr gehindert wird. Emsheimer bezog sich auf die erste der beiden Krankheitsursachen. Es ist heute ungeklärt, ob dies tatsächlich die ältere der beiden traditionellen Vorstellungen einer Krankheit ist, wie lange Zeit angenommen wurde.

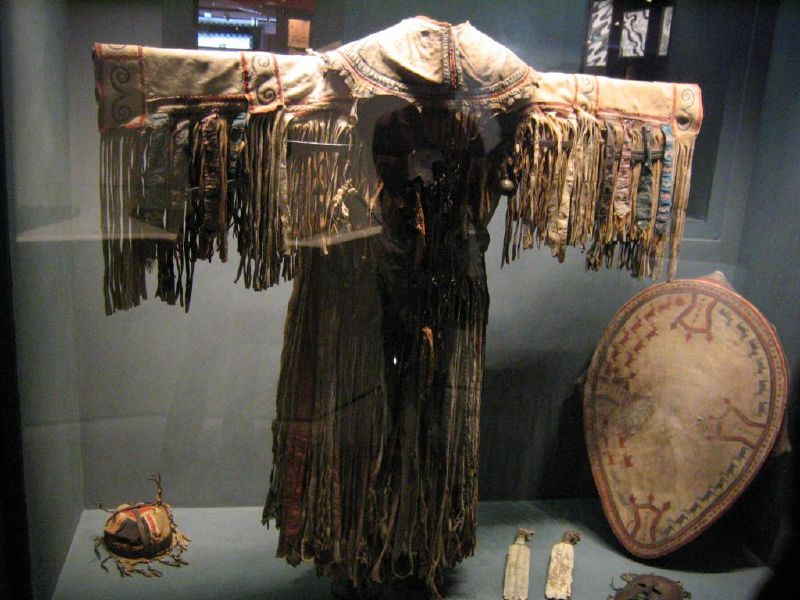
Schamanentracht und Trommel der Ewenken

Die Ewenken sind ein in zahlreiche Kleingruppen verstreut in Sibirien und zu geringeren Teilen in der Mongolei lebendes Nomadenvolk mit einer eigenen Sprache. In der Mandschurei im Nordosten Chinas betreiben heute noch rund 200 Rentier-Ewenken Viehzucht. Dorthin ins Hinggan-Gebirge zogen ihre Vorfahren in den 1820er Jahren auf der Suche nach Jagdgebieten und Weideland für die Rentiere. Die chinesischen Ewenken sind Anhänger ihres traditionellen schamanistischen Glaubens. Sie waren bei ihrer Ankunft in Clans organisiert, von denen jeder einen eigenen Schamanen besaß. Nach dem Zerfall der gesellschaftlichen Strukturen Mitte der 1930er Jahre gab es nur noch eine Schamanin in der gesamten Gruppe, die 1944 verstarb. Anschließend fühlten sich die Ewenken ihres Schutzes beraubt und den Geistern hilflos ausgesetzt. Sie erlebten eine unruhige Zeit des allgemeinen Niedergangs, bis in den 1950er Jahren eine neue Schamanin gefunden wurde.
Zur Ausstattung eines Ewenken-Schamanen gehört ein Kostüm, ein Kopfputz (derboki) und eine Rahmentrommel mit Schlägel. Wie die Trommelmembran repräsentiert das Kostum ein mikrokosmisches Abbild der Welt und bietet einen Wohnsitz für den Hilfsgeist des Schamanen. Das Kostüm stellt einen mandschurischen Wapiti (Cervus elaphus xanthopygus, ewenkisch kumaka) dar. Die Kraft und die magischen Fähigkeiten dieses mächtigen Hirsches sollen in den Schamanen übergehen, wenn er das Gewand überzieht. Auch hier besteht eine intensive Beziehung zwischen dem Schamanen, seiner Gemeinschaft und seiner Trommel. Der Baum, aus dessen Holz der Rahmen gefertigt wurde und das Tier, dessen Fell die Membran hergab, leben und wirken nach nordasiatischer Vorstellung in der Trommel fort. Die monotonen Trommelschläge und der ebensolche Gesang üben einen hypnotischen Einfluss bei Krankenheilungen auf den Patienten aus, während der Schamane oder die Schamanin selbst in Trance verfiel. Die Schamanensitzungen dauerten mehrere Stunden und endeten häufig mit einem Schwächeanfall des Hauptakteurs. Die letzte Schamanin der Ewenken starb 1998, eine Nachfolgerin ist aufgrund des kulturellen Niedergangs und der fortschreitenden Sinisierung der Ewenken nicht in Sicht.

## Eskimo

### Bauform

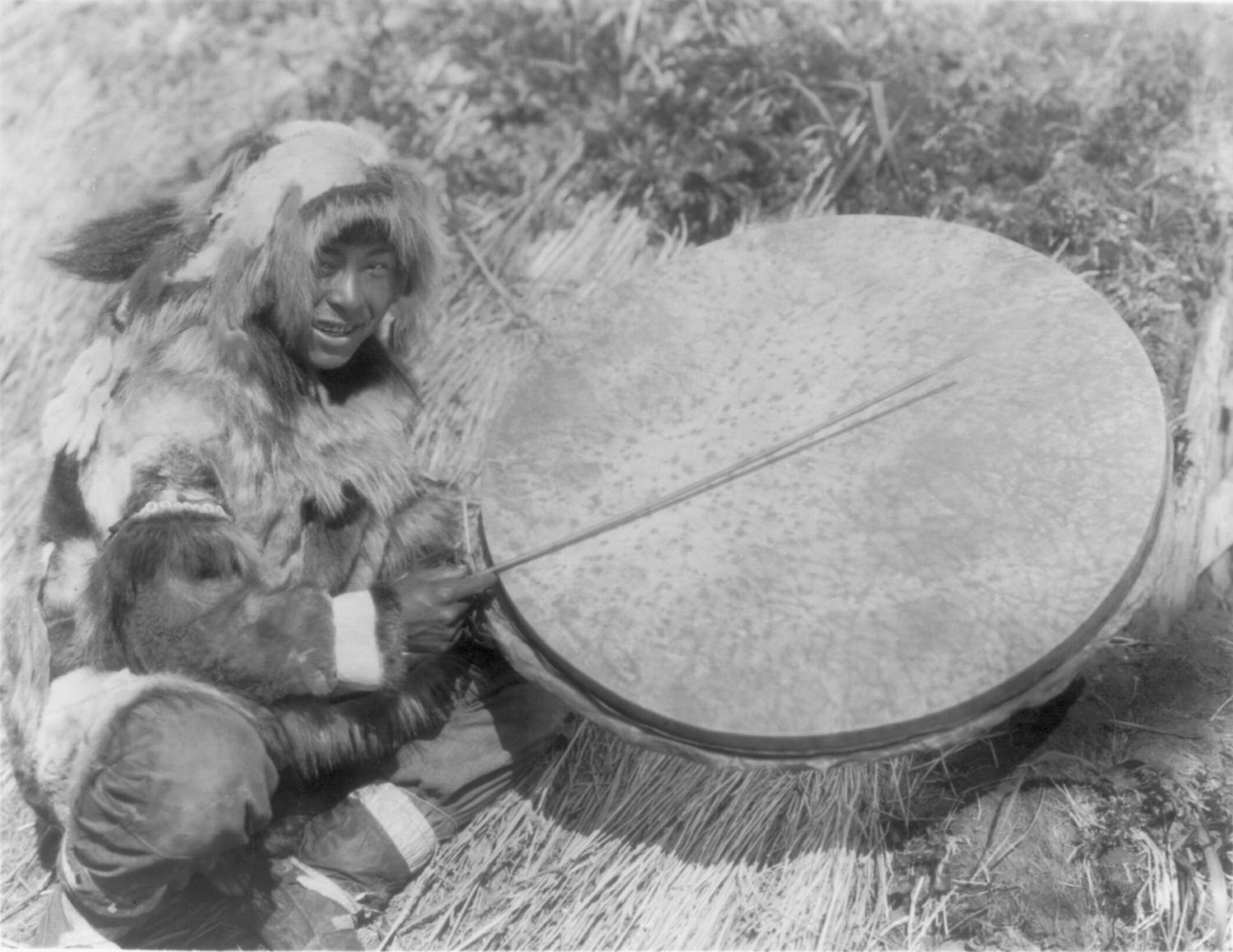
Große Trommel (qilaat) der Eskimos auf der Insel Nunivak im Beringmeer, 1927

Die Eskimos, die am nördlichen Polarkreis über weite Entfernungen vom äußersten Nordosten Sibiriens über Alaska und Kanada bis nach Grönland leben, verbindet eine gemeinsame Sprachfamilie, Kultur und traditionelle Religion. Ihre kreisrunde Rahmentrommel qilaat oder qila weist als charakteristisches Merkmal einen kurzen Griff auf, der auf einer Seite aus dem Rahmen herausragt. Diese Stielgrifftrommeln wurden außer zum Schamanieren auch in der Unterhaltungsmusik zur Begleitung von Liedern und Tänzen verwendet. In Grönland wird mit ihnen neben den Trommelliedern inngerutit der „Trommelstreit“ (ivertut pisii) ausgetragen, bei dem sich zwei Gegner von Trommeln begleitete Schmählieder an den Kopf werfen. Die Rahmentrommel ist – von selteneren Rasseln abgesehen – das einzige traditionelle Musikinstrument der ansonsten rein vokalen Eskimomusik. Ihr Durchmesser kann in Kanada bis zu einem Meter betragen, in anderen Regionen ist er kleiner. Die Yupik in Alaska beziehen Rahmentrommeln mit der Haut eines Meeressäugers. Die Trommel wird meist mit der linken Hand hochgehalten und mit einem Schlägel in der rechten Hand unten auf den Rahmen geschlagen.
Die Naukan-Schamanen am nordöstlichsten Zipfel Sibiriens schlugen früher ihre Rahmentrommeln mit dem Schlägel auf den Rahmen. Der Handgriff bestand aus dem Stoßzahn eines Walrosses oder einem Rentiergeweih. Als Membran wurde die dünne und fast durchsichtige Magenhaut des Walrosses verwendet. Eskimo-Trommeln waren selten und wenn, dann nur mit unbedeutenden Zeichen bemalt. Einzige Ausnahme sind die Chugachmiut-Schamanen im südlichen Alaska (Chugach Mountains), die alle Trommelfelle verzierten, während sie teilweise in den Ritualen die Trommeln gegen Rasseln austauschten.

### Bedeutung

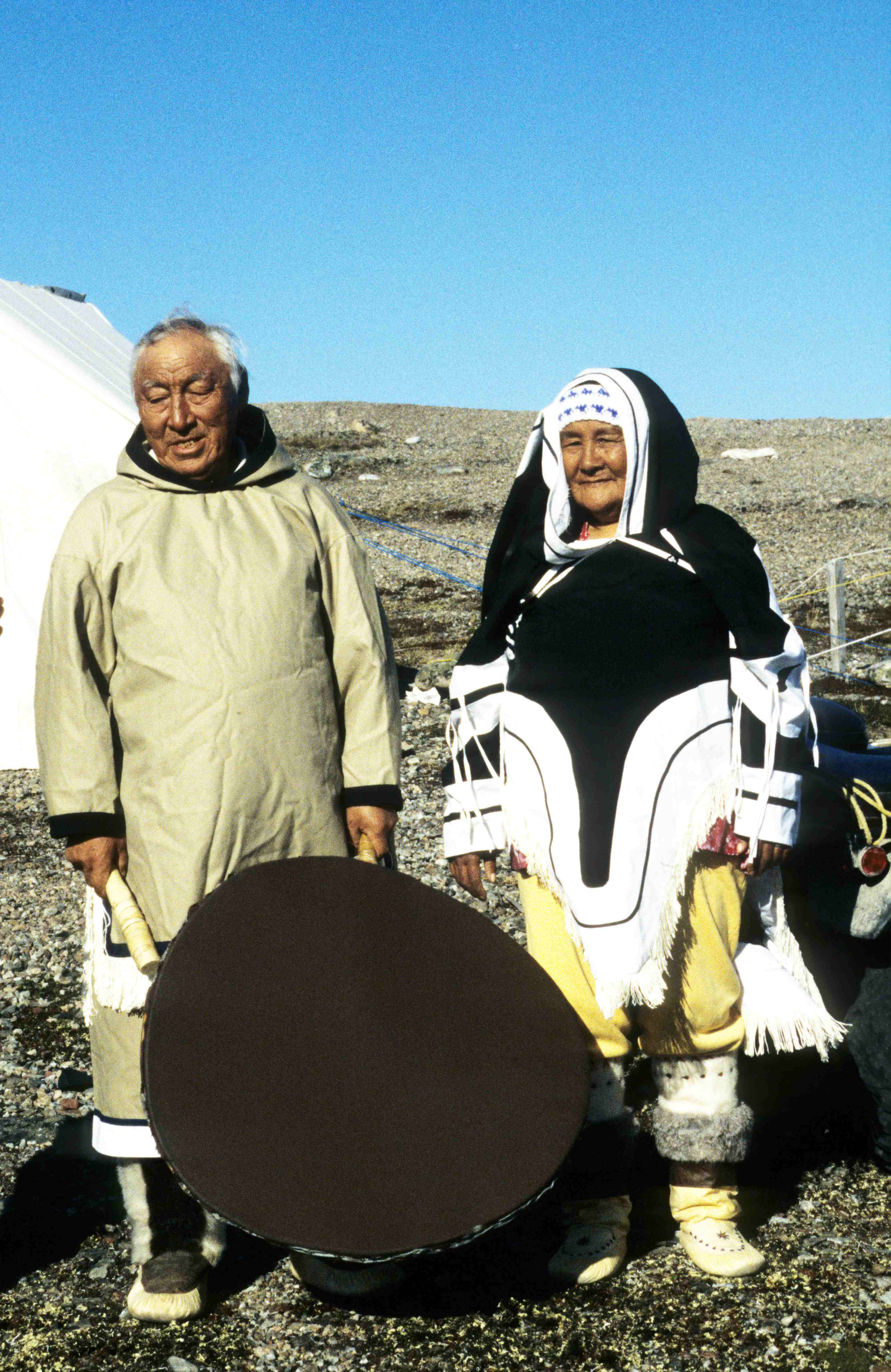
Trommeltänzer nahe Rankin Inlet an der Hudson Bay in Kanada, 1995

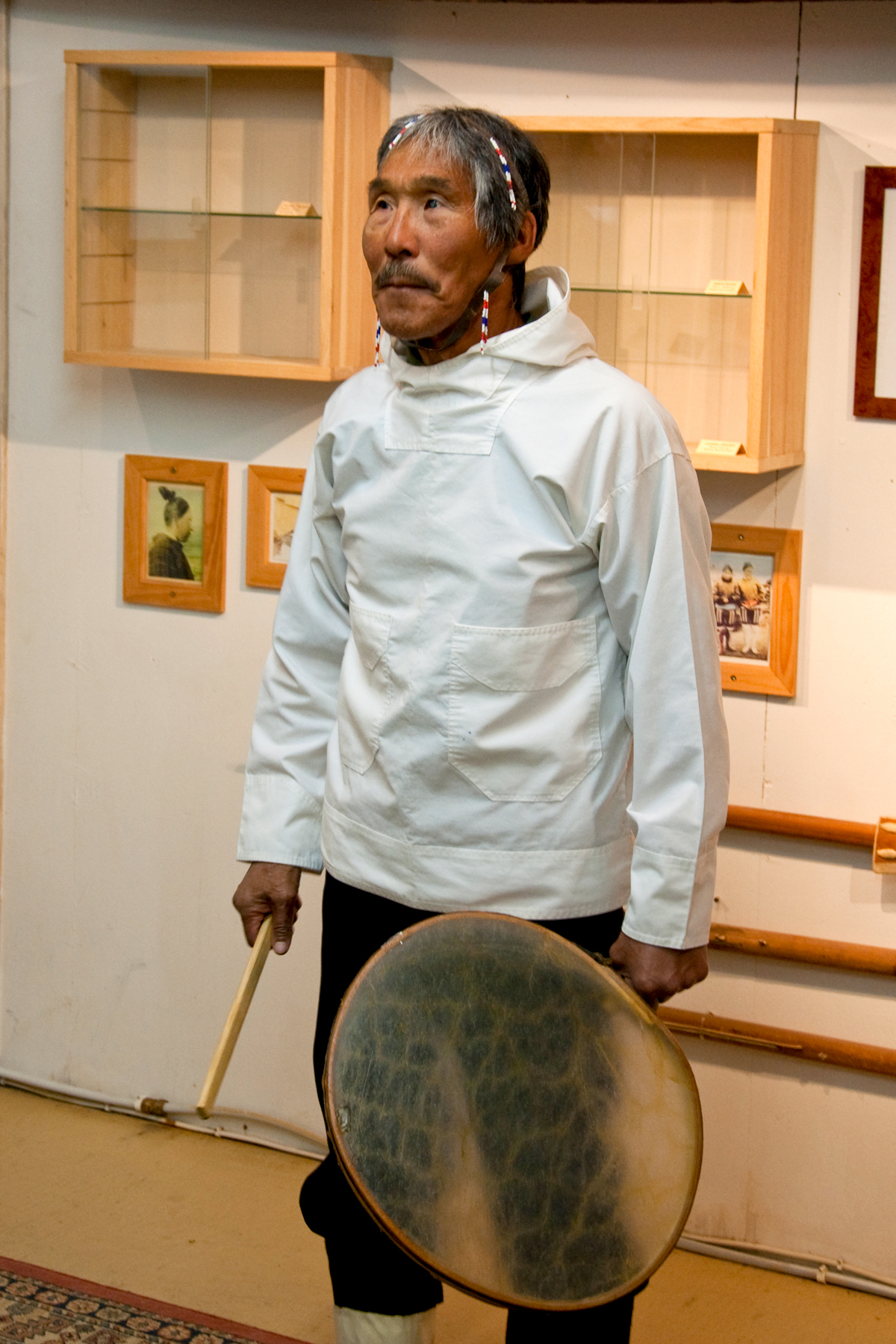
Trommeltänzer und Schamane Anda Kûitse (1951–2019), ein Ostgrönländer aus Kulusuk

Die Trommel der Eskimos besaß wegen ihrer gleichzeitigen Verwendung in der unterhaltenden und zeremoniellen Musik nicht dieselbe sakrale Bedeutung wie bei den Samen oder in Nordasien. Deshalb fehlten auch die entsprechenden Reinheits- und Schutzgebote. Der dänische Ethnologe Erik Holtved (1899–1981) trug wesentlich zur geschichtlichen Erforschung der Eskimo-Trommel bei. Nach seiner Ansicht geht der Schamanismus der Eskimos auf einen älteren Orakelkult zurück. Dem widerspricht der schwedische Religionswissenschaftler Åke Hultkrantz wenn er feststellt, dass die Bezeichnung für die Trommel (qila) nicht vom Orakel übernommen sein muss, sondern allgemein für einen magischen Zusammenhang stehen kann. Der Schamanismus der Eskimos folgt insgesamt der nordasiatischen Tradition, jedoch in abgeschwächter Form.
Der Schamane bei den Yupik in Alaska war ein angesehenes, respektiertes und meist auch wohlhabendes Mitglied der Gesellschaft. Ihm oblag die Heilung von geistig und körperlich Kranken, wofür er neben seinen magischen Kräften auch Pflanzenmedizin einsetzte. Neben allerlei Zaubertricks, die er im Versammlungshaus aufführte, war seine vornehmste Aufgabe die eines Vermittlers zwischen den Jägern und den Jagdgeistern. Mit ihnen trat er in Verbindung, während er selbst komponierte Lieder sang und trommelte. In einem Zustand der Trance begab er sich auf die Reise in die jenseitige Welt. Bei großen Festveranstaltungen trug er für den Anlass komponierte Lieder vor, die seine um ihn sitzenden Helfer stimmlich begleiteten.
Bei den Naukan Nordostsibiriens bediente sich bis Anfang des 20. Jahrhunderts jeder Patri-Clan der Hilfe eines eigenen Schamanen, der einen großen Einfluss bei der Regelung gesellschaftlicher Dinge besaß. Der mächtigste Schamane gehörte zum Clan des Dorfältesten. Ihm unterstand die Durchführung sämtlicher religiöser Zeremonien und ohne seinen Segen konnte kein neues Haus gebaut werden. Für eine Heilungszeremonie trat der Schamane in Kontakt mit den Geistern, die er in den Körper des Patienten einlud, um mit ihnen die Krankheit zu beseitigen. Die Grundlage für die Behandlung der Krankheit ist die gedachte Wirkungsbeziehung zu einer symbolischen Handlung, die in diesem Fall darin besteht, dass der Schamane einen Trommelschlägel über den Patienten hinweg in Richtung der Haustür (yaranga) bewegt. In diese Richtung sollte die Krankheit verschwinden. Die Krankheitsursache ermittelte der Schamane aus der Reaktion des Kranken, der selbst zum Orakel wurde. Der Schamane band ihm eine Schnur um den Kopf und befestigte an deren freiem Ende einen Trommelschlägel. Diesen hielt der Schamane dem Patienten unter den Kopf, während er ihm Fragen stellte. Ein leichtes Heben des Kopfes bedeutete Zustimmung, wurde der Kopf dagegen schwerer, galt dies als Verneinung. Der Schlägel schützte das Haus auch vor bösen Geistern.
In Grönland konnten schamanistische Praktiken Ende des 19. Jahrhunderts noch im Gebiet von Tasiilaq an der Ostküste erforscht werden, das bis dahin im Unterschied zur Westküste nicht mit dem Christentum in Berührung gekommen war. Dem dänischen Forscher Gustav Frederik Holm gelang es 1884 als erstem Ausländer in einem Fellboot (umiaq), das von Inuit-Frauen gerudert wurde, dort anzulanden und einen Winter zu verbringen. Seine Beschreibungen umfassen die Kultur einschließlich der reichen Glaubenstradition, der Musik und dem Wirken der Schamanen – vor Eröffnung der ersten Missionsstation ein Jahrzehnt später. Zu den Aufgaben des Schamanen (angakkoq) gehörten Krankenheilungen, Abwehrzauber gegen schlechtes Wetter und Zauber für eine gute Jagd mit Hilfe von magischen Sprüchen (serratit). Der solo vorgetragene schamanische Ritualgesang (angakkup inngerutaa) war bereits um 1905 verschwunden. Aus Angst vor Bestrafung durch die Missionare, die rigoros alle heidnischen Bräuche unterbanden, hatten die Inuit auch aufgehört, Trommellieder zu singen.

## Nordamerika

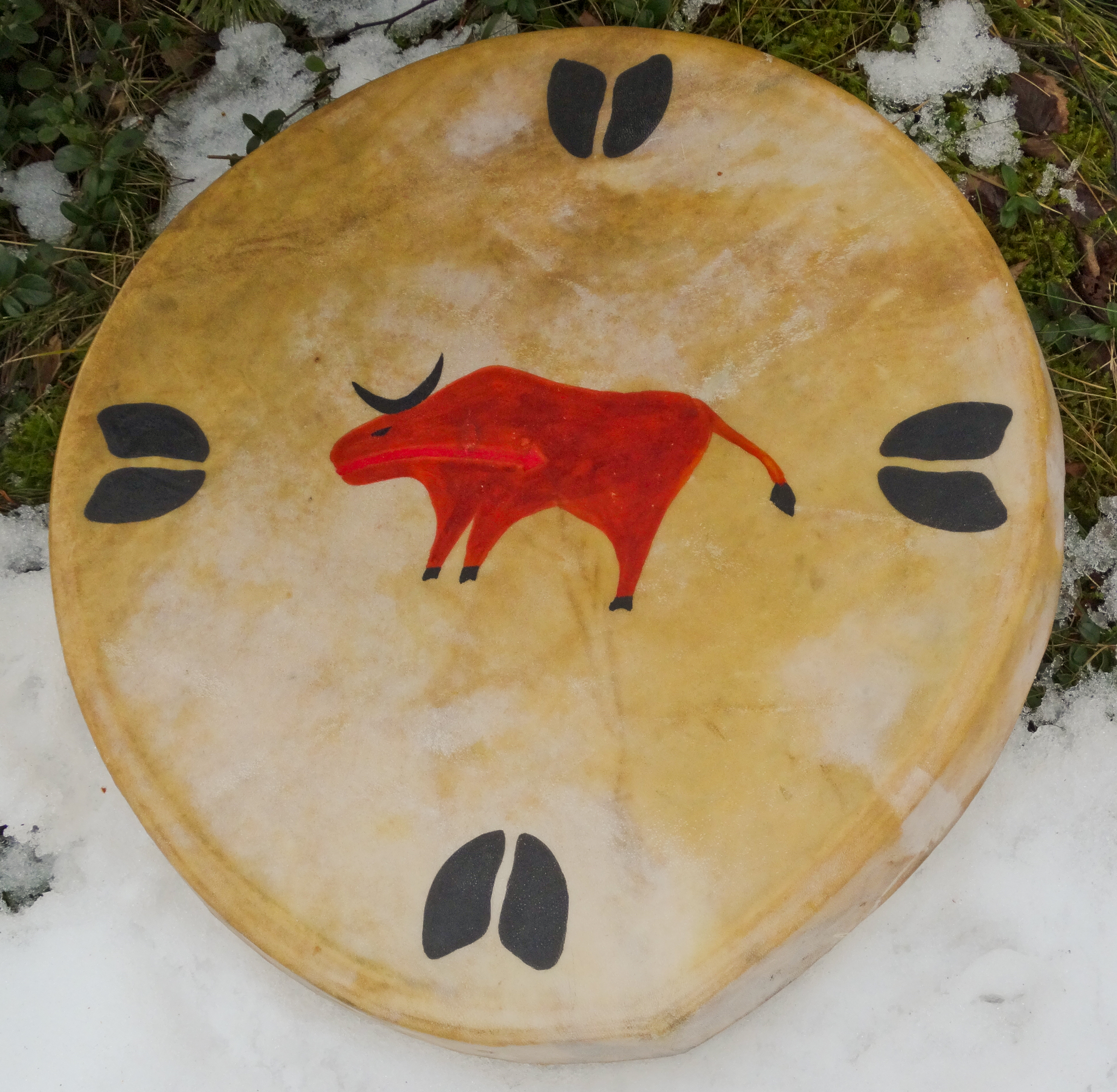
Buffalo Thunderdrum, Zeremonialtrommel der Prärie-Indianer

Je weiter südlich vom Polarkreis, desto seltener verwenden die Schamanen Rahmentrommeln. Die Innu in der kanadischen Region Labrador gebrauchen eine Rahmentrommel als Orakel vor der Jagd und legen hierfür wie die Samen einen kleinen Gegenstand (Zeiger) auf die Trommel. In der Richtung des über die Membran hüpfenden Zeigers soll das Jagdwild zu finden sein. Schamanen („Medizinmänner“) der Indianer an der Nordwestküste schlagen mit Rehhaut bezogene Rahmentrommeln, deren magische Kraft durch innen befestigte Rasseln gesteigert wird. Die am meisten ausgeprägte Form von Schamanismus an der Nordwestküste betreiben vermutlich die Tlingit. Der Schamane der Tlingit kann sich mehrerer Hilfsgeister bedienen. Indem er sich die Maske eines bestimmten Geistes aufsetzt, wird er von ebendiesem besessen und seine Worte gelten solange als diejenigen des Geistes. Jede Maske repräsentiert einen individuellen Geist. Durch Trommeln, Gesang und Tanzen um ein Feuer beschwört er einen der Geister. Er gerät immer stärker in Trance und zeigt durch verdrehte Augen zunehmend Anzeichen von Besessenheit, bis er unvermittelt innehält, auf seine Trommel starrt und einen lauten Schrei ausstößt. Was folgt ist der Geist, der nun zu den Anwesenden spricht. Wie die Rahmentrommeln verschwindet auch das Phänomen der Besessenheit nach Süden zu.
Bei den Omaha am Missouri River schlagen Heiler kleine Trommeln, deren Membran über einen eisernen Fassreifen gespannt ist. Ansonsten dienen in Nordamerika häufiger hölzerne Rasseln diesem Zweck, auch ist der Übergang von einer Trommel mit Rasselkörpern zu einer schamanischen Rassel in jeder Hinsicht fließend. Bei manchen nordamerikanischen Indianern werden Kesseltrommeln und Wassertrommeln nicht ausschließlich von Schamanen in der rituellen Musik verwendet.
Nur selten lassen sich direkte Bezüge zu den Vorstellungen in Nordasien erkennen: In einem mystischen Erlebnis hört ein Schamane der Küsten-Salish die Schläge einer Trommel, denen er bis in den tiefen Wald folgt, wo er einen zitternden Nadelbaum erreicht. An diesem magischen Ort erhält er die Kraft zu Heilen, seinen Schutzgeist und bei einem nochmaligen Besuch auch die Fähigkeit, andere Menschen zu beeinflussen. Damit ist dieselbe Beziehung zwischen Trommel und heiligem Baum wie in Nordasien gegeben. Einem Initiationsritual, bei dem eine Holzstange in einen ausgehöhlten Baumstamm gesteckt wird, liegt offensichtlich darüber hinaus die asiatische Vorstellung eines Weltenbaums zugrunde.

## Mapuche

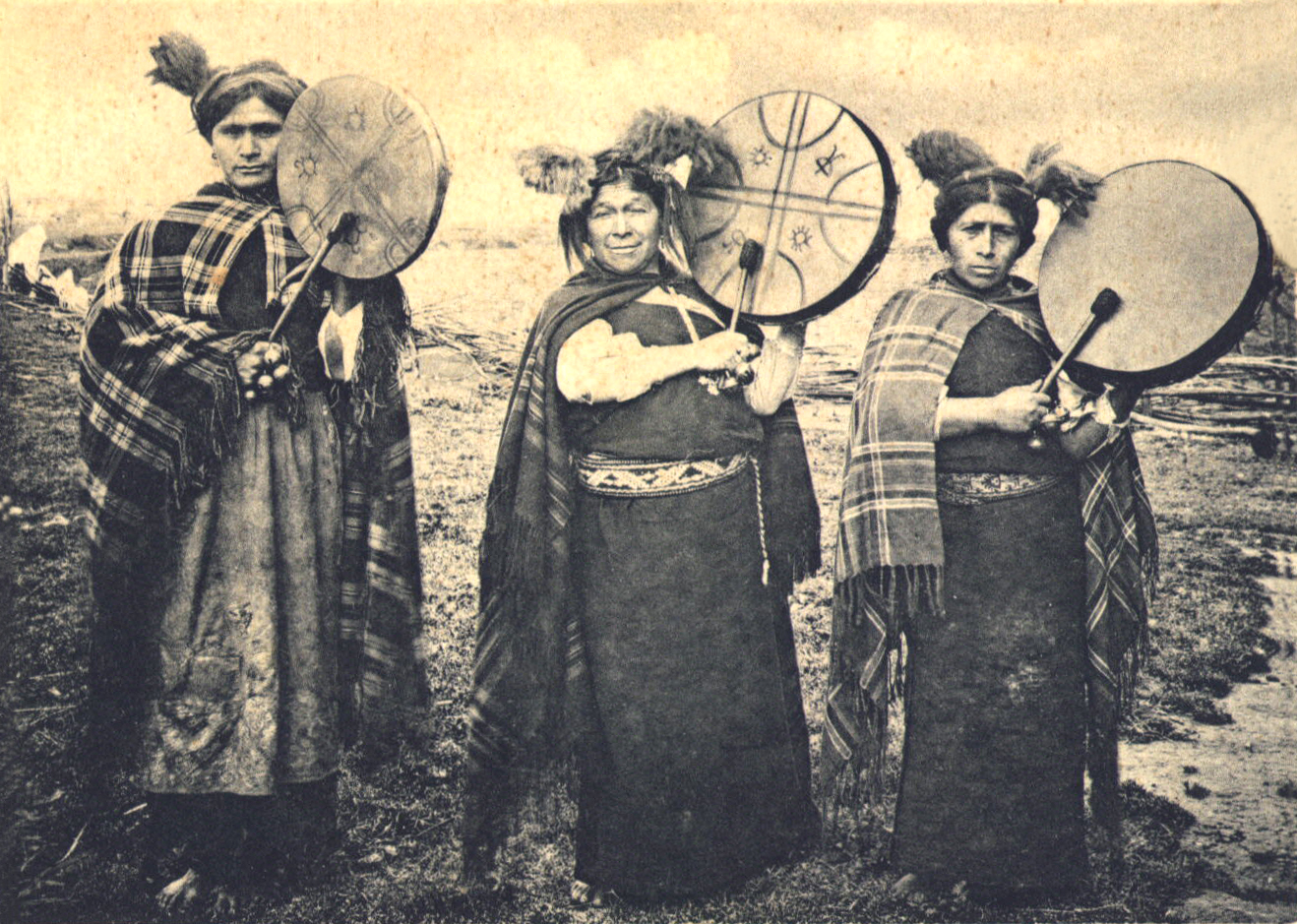
Schamaninnen der Mapuche schlagen eine kultrún, 1908

Die Mapuche an der Südwestküste Südamerikas stellen eine erstaunliche Ausnahme für diesen Kontinent dar, denn sie praktizieren einen Schamanismus, der große Ähnlichkeiten mit den nordasiatischen Vorstellungen aufweist, nur dass hier üblicherweise eine Frau oder ein männlicher Transvestit in Frauenkleidern die angeblich magischen Kräfte besitzt, die sich in der Kunst, mit dem Bauch zu reden und mit den Händen zu zaubern äußern. Während im nördlichen Chile die alte Kultur mit der Christianisierung und der Übernahme europäischer Musikstile zurückgetreten ist, haben die Mapuche im Süden in ihrem Kampf um Eigenständigkeit einen Teil ihrer vorkolonialen Tradition bewahrt.
Die für die schamanischen Rituale eingesetzte Trommel ist die kultrún (kultrum, cultrum), eine kleine, flache Kesseltrommel aus Holz, die mit Hunde- oder Pferdehaut bezogen ist und mit einem Holzschlägel geschlagen wird. Die Kesseltrommel entspricht funktionell den sibirischen Rahmentrommeln. Sie wird in den frühesten Berichten der spanischen Konquistadoren ab der zweiten Hälfte des 16. Jahrhunderts erwähnt, folglich gab es sie wie die Naturtrompete trutruka bereits in vorkolonialer Zeit. Ein möglicher Grund für einige, über die große Distanz hinweg bestehende, gleichartige schamanische Praktiken wird in einer alten Überlandverbindung gesehen, die von Nordamerika entlang der Pazifikküste bis in den Süden nach Chile führte. Über das Alter und die Herkunft der Trommel in vorgeschichtlicher Zeit ist nichts bekannt. Sie kommt ähnlich auch anderswo in Südamerika vor.

## Tibet

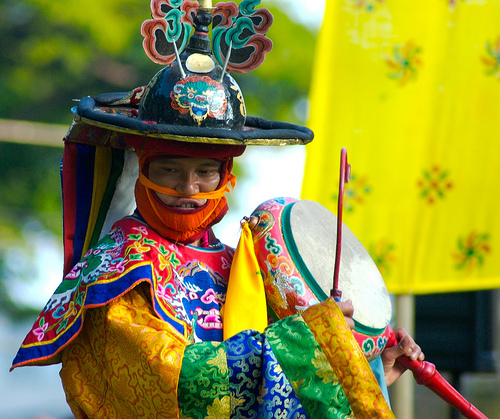
Stieltrommel chos-rNga, zusammen mit den Paarbecken rol-mo beim Cham-Maskentanz gespielt, der zur Bön-Religion gehört. Im Cham-Trommeltanz (rNga ’cham) schlagen die Tänzer die Trommeln wie Schamanen.

Altindische kosmogonische Vorstellungen wie der Weltenberg, der Schöpfungsmythos vom Quirlen des Milchozeans oder der im Wipfel des Weltenbaums sitzende Adler (in Indien Garuda) haben Entsprechungen nördlich des Himalaya, besonders in den Gebieten, in denen sich der von Indien ausgebreitete Buddhismus mit den einheimischen Mythen überlagert hat. In Tibet vermischte sich der etwa im 7. Jahrhundert ins Land gekommene Buddhismus mit der von magischen Elementen durchdrungenen Religion des Bön, dessen schamanistische Traditionen im tibetischen Buddhismus weitgehend erhalten geblieben sind. Bön war zu dieser Zeit eine Staatsreligion mit einer eigenen Priesterklasse und daneben Schamanen, die für die Opfer zuständig waren. Ob magische Praktiken indischen oder tibetischen Ursprungs sind, ist in manchen Fällen schwer zu bestimmen, jedenfalls hat sich der tibetische Schamanismus weit von den nordasiatischen Formen entfernt.
Geblieben von der nordasiatischen Tradition ist als Hauptaufgabe des Schamanen der mystische Flug zur jenseitigen Welt, der in Trance mit Hilfe von Trommel und Gesang durchgeführt wird. Ein möglicherweise älteres Ritual stellen die Besessenheitsrituale dar, bei denen der Schamane mittels Trommelmusik einen hilfreichen Geist in seinen Körper einlädt. Neben dieser aktiv herbeigeführten Besessenheit kommt es in Tibet häufig zu unerwünschten Besitzergreifungen durch Dämonen, womit physische und psychische Erkrankungen erklärt werden. Dass ein Dämon in einen Körper eindringen und die Kontrolle übernehmen kann, hängt nach buddhistischem Verständnis mit dem negativen Karma zusammen, welches der betreffende Mensch angesammelt hat.
Das Schlagen der Trommel ist wie in Zentral- und Nordasien allgemein die übliche Technik im tibetischen Bön, mit der sich der Schamane in eine religiöse Ekstase versetzt. Wie überall wird die Rahmentrommel als Reittier aufgefasst, mit dem der Schamane sich in der dreigliedrigen Welt bewegt, die aus den drei Ebenen Himmel (bewohnt von Göttern, Drachen, Großen Schamanen), Erde (Menschen, Schamanen, Tiere, Geister) und Unterwelt (Wasserschlangengeister, tibetisch klu’i-gdon, Unterweltsgeister) besteht. Der (zentralasiatische) Weltenbaum steht an der Spitze des (indischen) Weltenbergs und verbindet die drei Weltebenen. Nach der nordasiatischen Vorstellung ermöglicht die Trommel dem Schamanen den Auf- oder Abstieg zu den beiden jenseitigen Welten, weil sie aus einem Stück Holz des Weltenbaums hergestellt wurde und somit dieselbe mythische Verbindung von Weltenbaum, Trommel und Schamane besteht. In den Ästen des Weltenbaums sitzen Seelen in Gestalt von Vögeln, die darauf warten, wiedergeboren zu werden.
Die in der rituellen tibetischen Musik verwendete Rahmentrommel ist eine zweifellige kreisrunde Stieltrommel (chos-rNga) mit einem langen Handgriff. Dieser Trommeltyp entspricht der von Schamanen in Ostnepal bei Heilungszeremonien gebrauchten dhyangro. Der Bön-Schamane verwendet dagegen eine einfellige Rahmentrommel ohne Stiel, die Bon po’i rNga („Trommel des Bon po“)  oder phyed rNga („halbe Trommel“) genannt wird. Die Schamanentrommel kann zusätzlich neun Eisenringe besitzen, um die neun Schichten des Himmels (die der Schamane bei seiner Auffahrt durchquert) zu symbolisieren. Sie wird auch rNga yu genannt; ihr Handgriff heißt yu ba („Lebensbaum“) und der hölzerne Rahmen rNga shing („Trommelbaum“). Die schamanische Herkunft wird in allen Namen deutlich. Bei vielen Ritualen wird die Rahmentrommel durch die aus zwei Schädelschalen hergestellte Sanduhrtrommel (damaru) ersetzt.
Nach gleich lautenden Wörtern steht Trommel für Drachen und Donner sowie Spiegel für Blitz. Wenn der Schamane Trommel und Spiegel in den Händen hält, besitzt er also die Fähigkeit, den Himmel zu erreichen und das Wetter zu beeinflussen. Eine andere sprachliche Verbindung in den frühesten tibetischen Manuskripten besteht zwischen „ein Lied singen“ und „einen Schlangengeist einfangen“. Für Wettermacher ist außerdem die Beziehung zwischen Trompete (allgemein dung), Schneckenhorn (dung-kar), Wasser und Regen von Bedeutung.
Wie die Samen kennen die Tibeter ein Trommelorakel. Auf einer in Segmente aufgeteilten Trommelmembran werden Getreidekörner verteilt. Dann schlägt der Schamane eine zweite Trommel dicht in der Nähe und beobachtet die durch Vibration hervorgerufenen Bewegungen der Körner.
In den Min-Shan-Bergen, einem abgelegenen Gebiet östlich des tibetischen Hochlandes in der Provinz Sichuan pflegt die ethnische Minderheit der Qiang eine eigene schamanistische Tradition. Der Name Qiang (zusammengesetzt aus den Zeichen für „Schaf“ und „Mensch“) für ein Volk, das in einer entfernten Beziehung zu den heutigen Bewohnern der Bergregion steht, findet sich erstmals auf Orakelknochen des 2. Jahrtausends v. Chr. Zu den Ausrüstungsgegenständen eines Qiang-Schamanen (chinesisch wu, hier shüpi), wie er sie heute noch verwendet, gehören ein Kostüm, dessen mit Kaurischnecken, Metallteilen und Knochen dekorierter Affenfellhut (jar tä) als Kopfputz besondere Aufmerksamkeit erregt. Der Affe stammt dem Glauben nach aus einem heiligen Wald, er ist das reinste aller Tiere und befähigt, die Dämonen zu besiegen. Nach der tibetischen Mythologie sind Affen und Dämonen Gegenspieler. Der Affe unterstützte den ersten Schamanen der Qiang und ist bis heute ihr Schutzgeist. Die Fähigkeit, durch die Lüfte zu fliegen, erhält der shüpi von seinen drei hauptsächlichen Hilfsmitteln: einer Halskette mit schwarzen Glasperlen, einer Kette mit Vogelknochen und einer Trommel.
Zwei Trommeltypen der Qiang lassen sich nach ihrer Form unterscheiden: Die einfellige Rahmentrommel (bu, bo, mbo, rbu, i-bou oder rue) wird mit einem Stock geschlagen und ist größer als die zweifellige Rasseltrommel (ji wu), die an ihrem durch den Korpus gesteckten Stiel mit dem Handgelenk im Kreis bewegt wird, damit die zwei an Schnüren befestigten Schlagsteinchen ein Rasselgeräusch erzeugen. Eine mit Kuhhaut bespannte einfellige bu dient der Vertreibung von Geistern und Dämonen; ist die Trommel mit Schaf- oder Ziegenhaut bespannt, kann mit ihr der Kontakt zu Gottheiten aufgenommen werden. Der in der Mitte an der Unterseite befindliche Holzgriff ist nicht wie bei den nordasiatischen Rahmentrommeln direkt mit dem Rahmen verbunden, sondern reicht an beiden Enden nur bis zu einem inneren Ring aus Holz oder Eisen, der mit einer Zickzackverschnürung in den Rahmen eingespannt ist. Die Trommel kann dadurch freier schwingen und produziert einen volleren Ton. Die Membran der bu ist in der Regel nicht mit Zeichen dekoriert. Die einfellige Trommel kommt unter anderem bei Krankenheilungen zum Einsatz, wenn der Patient von übelwollenden Geistern besessen ist, um verlorengegangene Freiseelen einzufangen, um den Segen der höheren Mächte für das Brautpaar bei einer Hochzeit zu erwirken und bei Begräbnisriten. Der Schamane erfährt durch die Trommel die Zukunft, spielt sie als Rhythmusinstrument bei religiösen Gesängen und ekstatischen Tänzen. Die zweifellige ji wu stellt eine Variante der im Gebiet des Himalaya verwendeten damaru und der von diesem Sanskritwort abgeleiteten dtâ-bbêr-lèr (gesprochen „damberlor“) der Naxi dar. Eine Person kann eine der Trommeln und zugleich die Zimbel qi ni (oder shi tsa ila) spielen. Wiederum steht bei dieser Kombination nach dem tibetischen Mythos die Trommel für Donner und die Zimbel für Blitz. Die metallene Zimbel glänzt wie ein Spiegel, mit dem die Dämonen gefangen werden können.

## China
Chinesische Legenden und Volkserzählungen enthalten zahlreiche Fälle von „magischen Flügen“, die belegen, dass schon im Alten China die Vorstellung einer umherreisenden Seele, die wie ein Vogel fliegen konnte, ein Sinnbild für die Ekstase war. Dichter und Philosophen verbanden die geschilderten Himmelsreisen der Helden mit plastischen Beschreibungen der himmlischen Welt und der kosmischen Ordnung insgesamt. Der mythische Urkaiser Shun (nach der Legende im 23. Jahrhundert v. Chr., lebte 100 Jahre) konnte nach der Legende als Erster fliegen, für spätere Herrscher wurde diese Fähigkeit zu einem Zeichen der Vollkommenheit ebenso wie ihre Lebensspanne von genau 100 Jahren. Sein Nachfolger Yu der Große soll Tanzschritte gemacht haben wie sie für einen Schamanen charakteristisch sind, der in Trance verfällt. Schamanismus, Vogelflug, zu dessen Durchführung es laut Aussage eines Ministers im 5. Jahrhundert v. Chr. nur der geistigen Konzentration bedürfe, und dergleichen übernatürliche Dinge gingen später in den Daoismus ein.
Einige Herrscher der Shang-Dynastie (16.–11. Jahrhundert v. Chr.) haben das Schriftzeichen wu für „Schamane“ in ihrem Namen, wobei unklar ist, ob sie selbst als trommelnde Schamanen auftraten oder ob es in ihrer Familie Vorfahren dieser Berufsgruppe gab. Die altchinesischen schamanischen Glaubensvorstellungen werden als Wuismus zusammengefasst. Südlich des Jangtsekiang gab es Schamanen, die mit ling wu bezeichnet wurden. Die alte Form des chinesischen Schriftzeichens ling setzt sich aus den Zeichen Regen und Mund zusammen und bedeutet „Geschrei um Regen“. In Verbindung mit wu ergibt sich die Bedeutung „als Schamane den Regen herbeirufen“. Im Wort für die bei einem Erdopfer geschlagene Trommel, ling ku, kommt ebenfalls das allgemein für einen magischen Zusammenhang („zaubermächtig“) stehende Zeichen ling vor. Trommeln und der Tanz huang gehörten zu Regenmacherzeremonien und zu anderen Opferritualen in China, wie sie aus vorchristlicher Zeit überliefert sind. Die Regenzauber wurden von weiblichen Schamanen (wu) durchgeführt, männliche wu galten als ebenso mächtige Geisterbeschwörer, die durch Maskentänze und Trommeln die in der Natur hausenden Dämonen vertrieben.
Mit dem Auftauchen der Xiongnu, nomadischen Stämmen aus Zentralasien, die in chinesischen Quellen um die Mitte des 3. Jahrhunderts v. Chr. erstmals erwähnt werden, verbreiteten sich vermehrt schamanistische Praktiken aus Sibirien. Zur Ausrüstung der Schamanen in der Han-Dynastie gehörten ein Kostüm, Schellengürtel, Kopfputz und die einfellige Rahmentrommel dangu. Gemäß dem Wei-shu (einer „Abhandlung über Zeremonien“) ließ Kaiser T’ai-tsu der Nördlichen Wei-Dynastie (385–535) vor 40 Tempelschreinen Schamanen mit Trommeln auftreten.
Schamanische Praktiken in China haben sich innerhalb der daoistischen Volksreligion erhalten. Seit ihrem Verbot während der Kulturrevolution ist die religiöse Verehrung an restaurierten Tempeln und Ahnenschreinen erneut zu einem Teil des kulturellen Lebens geworden. Ein Schwerpunkt der wiedererwachten Ahnenverehrung, von magischen Heilern, Wahrsagern und Schamanen, die mit der Geisterwelt in Verbindung treten, bildet heute die südostchinesische Provinz Guangdong. Überwiegend besuchen Frauen die Tempel oder nehmen die Hilfe eines Schamanen in Anspruch.